# Thouars
Cet article concerne la commune des Deux-Sèvres. Pour le botaniste dont l’abréviation botanique standard est Thouars, voir Louis-Marie Aubert du Petit-Thouars.
Pour l’article ayant un titre homophone, voir Thoires.
Thouars est une commune du Centre-Ouest de la France située dans le département des Deux-Sèvres, en région Nouvelle-Aquitaine. Ses habitants sont appelés les Thouarsais.
À partir du 1er janvier 2019, après avoir étendu son périmètre à Mauzé-Thouarsais, Missé et Sainte-Radegonde, la commune de Thouars acquiert juridiquement le statut de commune nouvelle.
Thouars a été labellisée ville fleurie 4 fleurs et ville d'art et d'histoire.

## Géographie

Représentations cartographiques de la commune
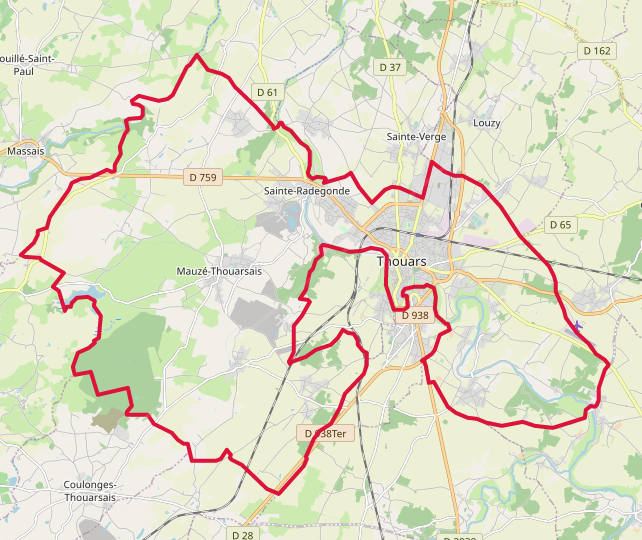
Carte OpenStreetMap.
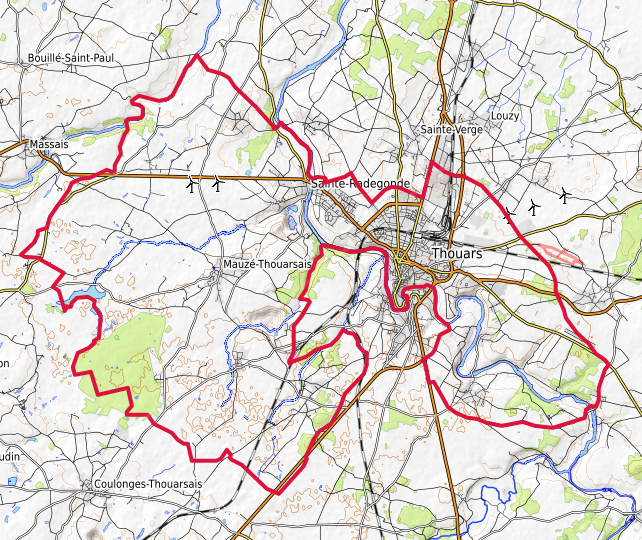
Carte topographique.

### Localisation
La commune de Thouars se situe au nord du département des Deux-Sèvres, sur un plateau qui domine la rivière nommée le Thouet, un affluent de la Loire. Elle est la capitale du Thouarsais, une région naturelle constituée par la plus grande partie de la plaine de Thouars et la partie moncontouroise du Loudunais.
Les villes les plus proches sont Bressuire, Parthenay, Saumur et Loudun.

### Communes limitrophes
Les communes limitrophes sont Sainte-Verge, Louzy, Saint-Jacques-de-Thouars, Saint-Jean-de-Thouars, Saint-Léger-de-Montbrun, Loretz-d'Argenton, Plaine-et-Vallées, Argentonnay, Val en Vignes, Luzay, Coulonges-Thouarsais et Luché-Thouarsais.

### Géologie
- Le Toarcien qui tire son nom de Toarcium, nom latinisé de la ville de Thouars, a été en partie défini à Sainte-Verge par Alcide Dessalines d'Orbigny en 1849.

### Hydrographie
Thouars est arrosée par le Thouet, affluent de rive gauche de la Loire.

### Climat
Le climat qui caractérise la commune est qualifié, en 2010, de « climat océanique altéré », selon la typologie des climats de la France qui compte alors huit grands types de climats en métropole. En 2020, la commune ressort du même type de climat dans la classification établie par Météo-France, qui ne compte désormais, en première approche, que cinq grands types de climats en métropole. Il s'agit d'une zone de transition entre le climat océanique, le climat de montagne et le climat semi-continental. Les écarts de température entre hiver et été augmentent avec l'éloignement de la mer. La pluviométrie est plus faible qu'en bord de mer, sauf aux abords des reliefs.
Les paramètres climatiques qui ont permis d'établir la typologie de 2010 comportent six variables pour les températures et huit pour les précipitations, dont les valeurs correspondent à la normale 1971-2000. Les sept principales variables caractérisant la commune sont présentées dans l'encadré ci-après.
| Paramètres climatiques communaux sur la période 1971-2000 - Moyenne annuelle de température : 11,8 °C - Nombre de jours avec une température inférieure à −5 °C : 2,1 j - Nombre de jours avec une température supérieure à 30 °C : 5,3 j - Amplitude thermique annuelle : 15,3 °C - Cumuls annuels de précipitation : 652 mm - Nombre de jours de précipitation en janvier : 11,1 j - Nombre de jours de précipitation en juillet : 6,7 j |

Avec le changement climatique, ces variables ont évolué. Une étude réalisée en 2014 par la Direction générale de l'Énergie et du Climat complétée par des études régionales prévoit en effet que la  température moyenne devrait croître et la pluviométrie moyenne baisser, avec toutefois de fortes variations régionales. La station météorologique de Météo-France installée sur la commune et mise en service en 1975 permet de connaître en continu l'évolution des indicateurs météorologiques. Le tableau détaillé pour la période 1981-2010 est présenté ci-après.
| Mois                                  | jan.             | fév.           | mars           | avril           | mai            | juin          | jui.           | août           | sep.           | oct.            | nov.            | déc.             | année      |
| ------------------------------------- | ---------------- | -------------- | -------------- | --------------- | -------------- | ------------- | -------------- | -------------- | -------------- | --------------- | --------------- | ---------------- | ---------- |
| Température minimale moyenne (°C)     | 2,3              | 2,1            | 4              | 5,6             | 9,3            | 12,3          | 14,2           | 14             | 11,3           | 9               | 5               | 2,8              | 7,7        |
| Température moyenne (°C)              | 5,4              | 6              | 8,8            | 11,1            | 15             | 18,4          | 20,5           | 20,4           | 17,2           | 13,4            | 8,5             | 5,7              | 12,6       |
| Température maximale moyenne (°C)     | 8,4              | 9,8            | 13,6           | 16,5            | 20,6           | 24,5          | 26,9           | 26,8           | 23,2           | 17,9            | 12,1            | 8,7              | 17,5       |
| Record de froid (°C) date du record   | −14,6 17.01.1985 | −12,6 12.02.12 | −10,7 01.03.05 | −3,8 04.04.1996 | 0,4 03.05.1979 | 2,5 01.06.06  | 5,6 02.07.1979 | 5,1 31.08.1986 | 1,1 19.09.1977 | −4,6 30.10.1997 | −8,2 23.11.1993 | −11,2 31.12.1985 | −14,6 1985 |
| Record de chaleur (°C) date du record | 16,9 27.01.03    | 22,3 27.02.19  | 27 19.03.05    | 31,3 30.04.05   | 35,1 29.05.01  | 40,3 29.06.19 | 40,9 25.07.19  | 43 06.08.03    | 35,8 14.09.20  | 30,8 03.10.11   | 23,1 07.11.15   | 19,4 07.12.00    | 43 2003    |
| Précipitations (mm)                   | 51,9             | 40,3           | 40,2           | 49              | 49,7           | 38,2          | 42,2           | 38,8           | 48,7           | 66,6            | 56,6            | 56,5             | 578,7      |

## Urbanisme

### Typologie
Au 1er janvier 2024, Thouars est catégorisée petite ville, selon la nouvelle grille communale de densité à sept niveaux définie par l'Insee en 2022.
Elle appartient à l'unité urbaine de Thouars, une agglomération intra-départementale regroupant quatre  communes, dont elle est ville-centre,,. Par ailleurs la commune fait partie de l'aire d'attraction de Thouars, dont elle est la commune-centre,. Cette aire, qui regroupe 26 communes, est catégorisée dans les aires de moins de 50 000 habitants,.

### Voies de communication et transports

#### Accès
Thouars est située à 50 minutes par la route de grandes agglomérations de l'Ouest : Niort, Poitiers, Angers. L'accès à Niort (passant par Parthenay) est réalisé via une route à trois voies.
Thouars est desservie via sa gare SNCF (trains et cars TER Nouvelle Aquitaine). La ville possède un aérodrome. La commune est aussi desservie par le réseau de cars RDS (Réseau des Deux-Sèvres) du conseil général des Deux-Sèvres.
- La gare de Thouars desservant entre autres Tours, Angers, Saumur et Bressuire. L'opération du train des plages permet de se rendre aux Sables-d'Olonne à moindre coût chaque été.

| Ligne | Caractéristiques             | Caractéristiques             | Caractéristiques             | Caractéristiques              | Caractéristiques             | Caractéristiques              | Caractéristiques             | Caractéristiques             | Caractéristiques             |
| ----- | ---------------------------- | ---------------------------- | ---------------------------- | ----------------------------- | ---------------------------- | ----------------------------- | ---------------------------- | ---------------------------- | ---------------------------- |
| 10    | BRESSUIRE ↔ Thouars ↔ SAUMUR | BRESSUIRE ↔ Thouars ↔ SAUMUR | BRESSUIRE ↔ Thouars ↔ SAUMUR | BRESSUIRE ↔ Thouars ↔ SAUMUR  | BRESSUIRE ↔ Thouars ↔ SAUMUR | BRESSUIRE ↔ Thouars ↔ SAUMUR  | BRESSUIRE ↔ Thouars ↔ SAUMUR | BRESSUIRE ↔ Thouars ↔ SAUMUR | BRESSUIRE ↔ Thouars ↔ SAUMUR |
|       | Longueur 155,8 km            | Durée 0 h 55                 | Nb. arrêts 4                 | Soirée / Dimanche - Férié · / | Horaires 5 h 57 - 20 h 45    | Réseau TER Nouvelle-Aquitaine |                              |                              |                              |

- Réseau Com'bus géré par la communauté de communes du Thouarsais.
- Le réseau régional d'autocars desservant Poitiers, Chinon, Parthenay ainsi que les communes et installations publiques limitrophes.

### Risques majeurs
Le territoire de la commune de Thouars est vulnérable à différents aléas naturels : météorologiques (tempête, orage, neige, grand froid, canicule ou sécheresse), inondations, mouvements de terrains et séisme (sismicité modérée). Il est également exposé à deux risques technologiques,  le transport de matières dangereuses et la rupture d'un barrage, et à un risque particulier : le risque de radon. Un site publié par le BRGM permet d'évaluer simplement et rapidement les risques d'un bien localisé soit par son adresse soit par le numéro de sa parcelle.

#### Risques naturels
Certaines parties du territoire communal sont susceptibles d'être affectées par le risque d'inondation par débordement de cours d'eau, notamment le Thouet, le Pressoir, le ruisseau de l'étang de Juigny et l'Argenton. La commune a été reconnue en état de catastrophe naturelle au titre des dommages causés par les inondations et coulées de boue survenues en 1982, 1995 et 2010,. Le risque inondation est pris en compte dans l'aménagement du territoire de la commune par le biais du plan de prévention des risques inondation (PPRI) de la « Vallée du Thouet », approuvé le 13 novembre 2008, dont le périmètre regroupe 22 communes.

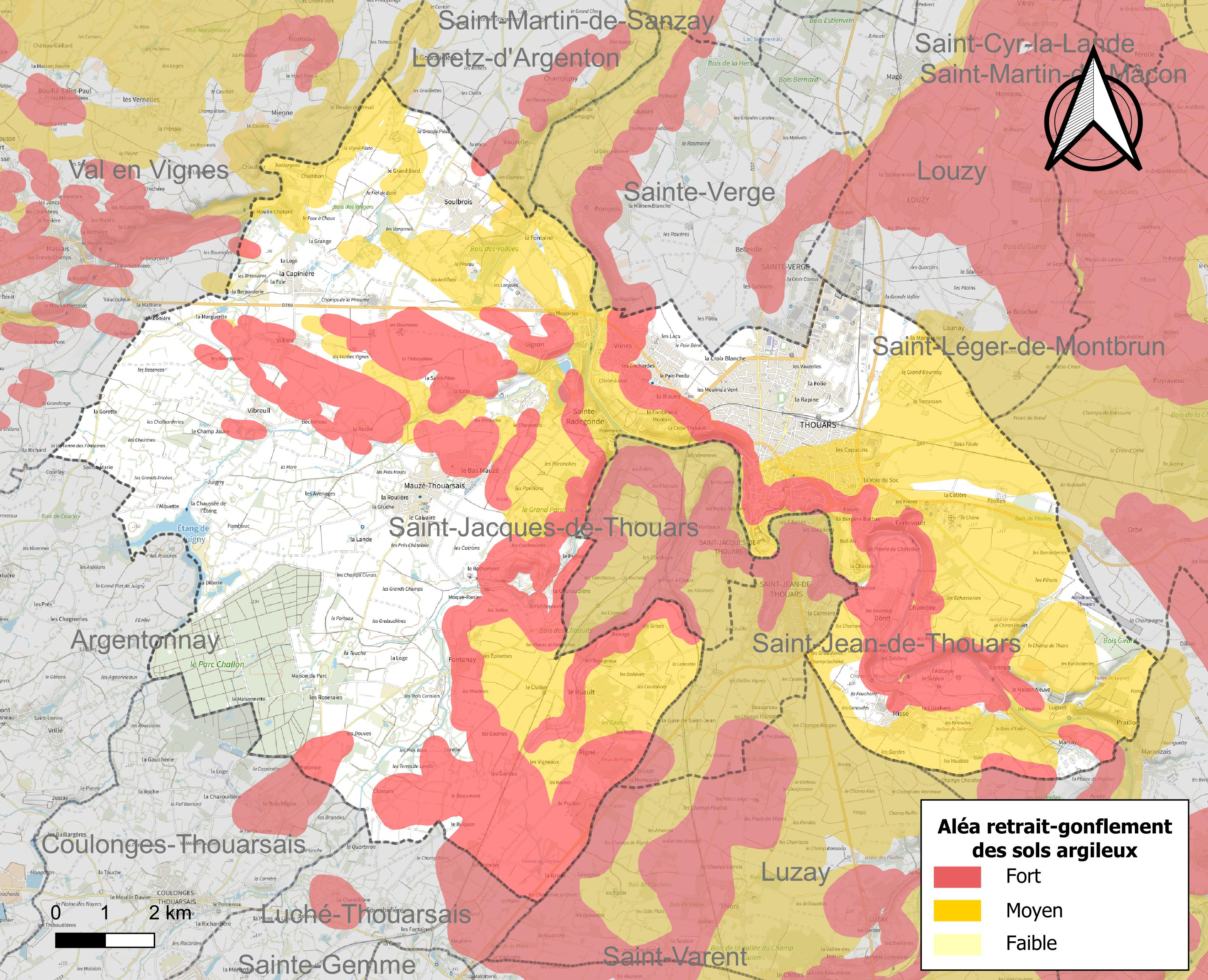
Carte des zones d'aléa retrait-gonflement des sols argileux de Thouars.

Les mouvements de terrains susceptibles de se produire sur la commune sont des mouvements de terrains, notamment des tassements différentiels. Le retrait-gonflement des sols argileux est susceptible d'engendrer des dommages importants aux bâtiments en cas d'alternance de périodes de sécheresse et de pluie. 56,4 % de la superficie communale est en aléa moyen ou fort (54,9 % au niveau départemental et 48,5 % au niveau national). Depuis le 1er octobre 2020, en application de la loi ELAN, différentes contraintes s'imposent aux vendeurs, maîtres d'ouvrages ou constructeurs de biens situés dans une zone classée en aléa moyen ou fort,.
La commune a été reconnue en état de catastrophe naturelle au titre des dommages causés par la sécheresse en 1989, 1991, 1992, 1993, 2003, 2004, 2005 et 2011 et par des mouvements de terrain en 1999, 2010 et 2013.

#### Risque technologique
La commune est en outre située en aval du barrage du Puy Terrier, un ouvrage de classe A mis en service en 1982 sur le territoire des communes de Saint-Loup-Lamairé, Louin et Gourgé, sur le cours d'eau le Cébron, affluent du Thouet. À ce titre elle est susceptible d'être touchée par l'onde de submersion consécutive à la rupture de cet ouvrage.

#### Risque particulier
Dans plusieurs parties du territoire national, le radon, accumulé dans certains logements ou autres locaux, peut constituer une source significative d'exposition de la population aux rayonnements ionisants. Selon la classification de 2018, la commune de Thouars est classée en zone 3, à savoir zone à potentiel radon significatif.

## Toponymie
Attesté sous les formes latinisées Toareca (pièce mérovingienne), Toarcis en 762.
Nom dérivé de celui de la rivière selon un processus fréquent en toponymie : le Thouet (Toare VIIe siècle, Toarum vers 866) avec le suffixe d'origine celtique -ica (< *-ika),.
L'élément *tobar ou *toar qui entre en composition dans certains noms de rivières (Cf. le Thoré affluent de l'Agout à Castres) de sens inconnu est sans doute préceltique.

## Histoire

### Époque préhistorique et antique
La découverte de vestiges datant de la période Néolithique dans les environs de la vieille ville de Thouars, notamment le tumulus de la Motte des Justices et de nombreux dolmens, suggère la présence d'installations humaines en Pays thouarsais dès cette époque. 
La position stratégique, sur un éperon rocheux dans une boucle du Thouet fait dire à l'historien local Hugues Imbert qu'un oppidum gaulois puis un camp romain étaient localisés à cet endroit. Cependant, aucune découverte récente ne vient appuyer cette thèse et très peu de vestiges datant de l'époque antique ou préhistorique sont retrouvés dans le centre ancien. Ainsi, rien ne peut prouver l'occupation du site de la future ville de Thouars à l'époque celtique. 

### Moyen Âge
C'est seulement au VIIIe siècle que la ville entre dans l'histoire et que son importance historiographique augmente. Dans les années 760, Thouars se trouve en Aquitaine. Alors que le duc Waïfre se bat pour l'indépendance de l'Aquitaine contre le roi des Francs Pépin le Bref, en 762, accompagné de son fils (le futur Charlemagne), Pépin le Bref arrive devant Thouars, il détruit la cité d'origine gallo-romaine et incendie le château. La forteresse alors la « forteresse la plus solide de toute l'Aquitaine » selon les chroniqueurs de l'époque. En 833, la ville est mentionnée pour la première fois à l'écrit dans une charte.  
À partir du IXe siècle, une lignée de vicomtes s'impose et va administrer ce fief pendant plus de cinq siècles. Le premier vicomte connu à ce jour est Geoffroy Ier. Il fonde la dynastie de Thouars qui régnera sur le Thouarsais jusqu'à la fin du XIVe siècle. Située au sud de l'Anjou et à l'entrée de l'Aquitaine, la vicomté de Thouars est un fief stratégique et très riche qui s'étend du Haut-Poitou jusqu'à la mer.
À Thouars, une première cité se trouvait entre le château actuel et l'orangerie. On pense également qu'une deuxième citadelle pouvait se trouver entre l'église Saint-Médard et le pôle Anne Desrays. Au XIIe siècle, on remplace la citadelle de bois par une forteresse en pierre comparable au donjon de Moncontour et on entoure la ville de fortifications en bois.
On construit également les premiers édifices religieux : Saint-Pierre du Châtelet (aujourd'hui disparu) et Saint-Laon (abbaye fondée pour abriter les reliques de saint Lô). Pour faire face à l'arrivée de nombreux pèlerins, on construit le pont Saint-André au sud (aujourd'hui disparu) et le pont Saint-Jacques à l'ouest (détruit en 1944). Enfin, face à l'augmentation de la population, on érige une nouvelle église en dehors des remparts : Saint-Médard-des-Champs.

### Capétiens ou Plantagenêts: un choix difficile
Lors de son accession à la vicomté de Thouars en 1151, Geoffroy IV de Thouars est un fidèle allié du comte d'Anjou et du Maine Henri Plantagenêt. Mais en 1154, lorsque ce dernier devient roi d'Angleterre sous le nom d'Henri II, il décide de s'allier au roi de France Louis VII. À cette époque, Thouars est coincée entre l'Anjou qui appartient au roi Henri II et l'Aquitaine qui à la suite du divorce du roi de France Louis VII et d'Aliénor d'Aquitaine est redevenue indépendante. Or en 1152, Aliénor épouse Henri Plantagenêt. Par ce mariage, l'Aquitaine lie son destin au royaume d'Angleterre (sans toutefois en faire jamais partie) ; la vicomté de Thouars se retrouve donc enclavée au milieu de ce qu'on appellera plus tard « Empire Plantagenêt », ensemble de territoires liés d'une façon ou d'une autre à la couronne d'Angleterre. Considérant cet état de fait comme une rébellion, le 18 août 1158, Henri II prend la ville d'assaut après trois jours de siège. L'église Saint-Médard est incendiée et le château de nouveau rasé. Il sera reconstruit en 1188 par l'un des vicomtes de Thouars.
Les successeurs de Geoffroy IV seront aussi opportunistes que lui, se rangeant tantôt derrière le roi de France, tantôt aux côtés du roi d'Angleterre. Au XIIIe siècle, pour faire face aux différents conflits entre Capétiens et Plantagenêt, la ville modifie son architecture. Une enceinte de neuf mètres de haut est construite, sa longueur avoisinant les 4,5 km. Elle est renforcée de 37 tours et de trois grandes portes permettant la surveillance et assurant les accès au nord et à l'est de la cité médiévale. De nos jours, seules la tour du Prince de Galles et la tour Porte au Prévôt subsistent. La porte de Paris (qui se trouvait à l'entrée de la rue piétonne) a été détruite au XIXe siècle.

### Thouars pendant la guerre de Cent Ans
Au milieu du XIVe siècle, l'Angleterre contrôle une grande partie de la France — dont la ville de Thouars, du fait de la rétrocession du Poitou par le traité de Brétigny. Le roi Charles V nomme alors Bertrand du Guesclin connétable de France, et il le met à la tête d'une armée de 30 000 hommes pour entreprendre la reconquête des territoires perdus.
La ville de Thouars est assiégée en juin 1372 et c'est seulement cinq mois plus tard et après de lourdes pertes que le vicomte consort de Thouars Amaury IV de Craon capitule. Il ouvre la Porte au Prévost et remet les clés de la ville aux armées de du Guesclin ; la ville de Thouars est ainsi définitivement rattachée à la France le 30 novembre 1372.
Annexée à la couronne de France, la vicomté perd peu à peu de son autorité et de son autonomie. Puis en 1397, sa puissance va à nouveau décliner avec la mort de sa vicomtesse Péronnelle de Thouars, dernière descendante de la famille. La branche ainée des Thouars s'éteint donc après six siècles d'existence.
En 1424, Christophe d'Harcourt devient capitaine de Thouars durant un an avant de prendre le commandement de la garde du dauphin Charles VII en 1425.

### Thouars et la famille d'Amboise
La lignée des Thouars disparue, la ville va passer à la famille d'Amboise mais pour très peu de temps, puisque après une série d'intrigues, le vicomte Louis d'Amboise va être dépossédé de ses terres par Louis XI.
Louis XI passe son enfance en Touraine, mais après 1472, il prend l'habitude de venir chasser dans les forêts autour de Thouars en compagnie de son ami Philippe de Commynes, seigneur d'Argenton. Une fois sur le trône de France, Louis XI réside souvent à Plessis-lèz-Tours et il aime venir à Thouars où il séjourne régulièrement, préférant l'hôtel des Trois-Rois au château seigneurial.
C'est alors que les intrigues contre le vicomte vont commencer. Louis XI ne supporte pas le comportement du vicomte Louis d'Amboise. Il lui reproche son train de vie luxueux et sa débauche légendaire. Le vicomte de Thouars se conduit brutalement vis-à-vis de sa première femme Louise-Marie de Rieux, qu'il fait enfermer au château de Talmont ; puis sa seconde épouse Nicole de Chambes est rapidement empoisonnée (elle inspire d'ailleurs à Alexandre Dumas son roman : La Dame de Monsoreau).
En 1469, avec la complicité de Louis Tyndo, seigneur de la Brosse, filleul du vicomte, le roi détruit quelques titres de propriété et annexe la vicomté au royaume de France. En remerciement, Louis Tyndo est nommé conseiller du roi et premier président du parlement de Bordeaux. Il se fait également construire un bel hôtel particulier où il reçoit à plusieurs reprises Louis XI. Selon Hugues Imbert, l'hôtel Tyndo serait construit sur les fondations d'un ancien palais du XIIe siècle, appelé « Résidence des Rois d'Angleterre ».
En mai 1470, Louis XI octroie à Anne de France, fille aînée, la vicomté de Thouars en tant que dot, pour le mariage prévu avec Nicolas de Lorraine, jusqu'à la mort de ce dernier le 27 juillet 1473.
Directement administrée par le roi Louis XI dès 1476, la ville entame une période de renouveau et de prospérité. De plus, le 29 décembre 1478, le roi ordonne l'établissement d'un siège royal à Thouars. Les enceintes du château médiéval sont restaurées et l'église Saint-Laon se dote d'une imposante flèche de style gothique. Mais c'est surtout grâce à la reine Marguerite d'Écosse que l'abbaye Saint-Laon va acquérir un prestige particulier ; elle y fonde une chapelle qui quelques années plus tard abritera son tombeau. En ville, les grandes voies de communications s'améliorent. Le Pont-Neuf (l'actuel pont des Chouans), est fortifié et protège efficacement l'accès sud-est de la ville.
Avant de mourir, le roi Louis XI décide de restituer la terre de Thouars à ses propriétaires légitimes et c'est ainsi Louis II de La Trémoille, petit-fils de Louis d'Amboise, qui récupère la vicomté.

### La vicomté de Thouars devient duché sous les La Trémoille
Louis de La Trémoille est un homme de caractère qui met souvent son épée au service de la couronne. Pendant qu'il guerroie au côté de François Ier, sa femme, Gabrielle de Bourbon entreprend de grands travaux dans la ville. Elle fait démolir près du château médiéval l'église Notre-Dame pour la rebâtir dans un style plus conforme au goût de l'époque. La collégiale Sainte-Chapelle Notre-Dame est unique en France.
En 1563, la vicomté de Thouars est érigée en duché en faveur des La Trémoille par le roi Charles IX. Mais cela ne change pas le quotidien des Thouarsais, car la ville, qui est une citadelle du parti protestant, est durement éprouvée par les guerres de Religion. 
Ce n'est qu'au début du XVIIe siècle que Thouars retrouve calme et prospérité. Le sud de la ville se transforme en vaste chantier puisque c'est ici que débute en 1635 la construction d'un nouveau château voulu par l'épouse du duc Henri III de La Trémoille : Marie de La Tour d'Auvergne.
Une série de dessins exécutée en 1699, montre les aménagements du site de la ville basse à la fin du XVIIe siècle. L'orangerie compte 182 pieds d'arbres selon l'inventaire de l'époque. Au début du XVIIe siècle, Charles Belgique Hollande de La Trémoille, le petit-fils de Marie de La Tour d'Auvergne, fait redessiner les jardins du château, ce qui entraine la destruction des écuries et de la remise aux carrosses.
La construction de nouvelles écuries plus proches du château est alors confiée à l'architecte du roi Robert de Cotte. Jamais terminées, ces écuries seront successivement transformées au XIXe siècle en ateliers, école de jeunes filles et même en caserne. Aujourd'hui, elles abritent l'école municipale d'arts plastiques et le centre régional « Résistance et liberté ».

### Les prémices de la révolte puis la Révolution de 1789
Thouars connait au XVIIIe siècle une série de catastrophes naturelles : en 1708, une terrible sécheresse suivie d'un hiver glacial entraine de mauvaises récoltes, une famine et des épidémies. On dénombre 180 victimes, rien que dans la paroisse Saint-Médard. Un tremblement de terre et deux mois d'orages et de tempêtes éprouvent ensuite durement la ville. Le 10 décembre 1711, la flèche gothique de l'église Saint-Laon s'effondre à l'heure de la grand-messe. Le bâtiment reste ainsi pendant plus d'un siècle.
À cette époque, les ducs de la Trémoille se désintéressent de la ville, les fastes de la Cour les retiennent à Versailles. Ils ne reviennent que très rarement à Thouars, ne se préoccupant du sort des Thouarsais qu'au moment de la récolte des impôts. En ville, la rancœur est grande et la colère gronde. Les idées révolutionnaires de 1789 sont bien reçues dans toute la région. Au lendemain de la prise de la Bastille, les Thouarsais plantent un arbre de la liberté devant l'église Saint-Médard. Le consensus est grand parmi la population, et une partie du clergé va même embrasser les idéaux républicains. En 1791 le couvent des Jacobins — devenu bien national — est vendu, transformé en poudrière, pour être finalement en partie démoli. L'église Saint-Laon est interdite au culte catholique, et un hôtel de la patrie y est dressé dans le chœur. Le bâtiment sert également de salle de bals et de mariages. Au pied du château, le Pont-Neuf est rebaptisé « Pont des Chouans » car c'est par lui que les armées royalistes de Vendée entrent triomphalement dans Thouars — lors de la bataille de Thouars — le 5 mai 1793. Après avoir incendié l'arbre de la liberté, ils quittent la ville en septembre 1793, par manque de soutien.
La Restauration des Bourbons avec Louis XVIII en 1814 suscite un immense mécontentement. Des sociétés secrètes vont chercher à rétablir la République. L'une d'elles choisit Thouars pour lancer son offensive : le 24 février 1822, les « Chevaliers de la Liberté » commandés par le général Jean Baptiste Breton — dit « Berton » — surprennent les gendarmes dans leur sommeil et prennent la ville, puis essaient sans succès de convaincre les Thouarsais de les rallier. L'insurrection échoue : arrêté le 17 juin 1822, le général Breton est jugé et guillotiné à Poitiers le 5 octobre. Ses complices Jaglin et Saugé sont guillotinés le 7 octobre sur la place Saint-Médard de Thouars.

### Thouars, ville industrielle et «cheminote»

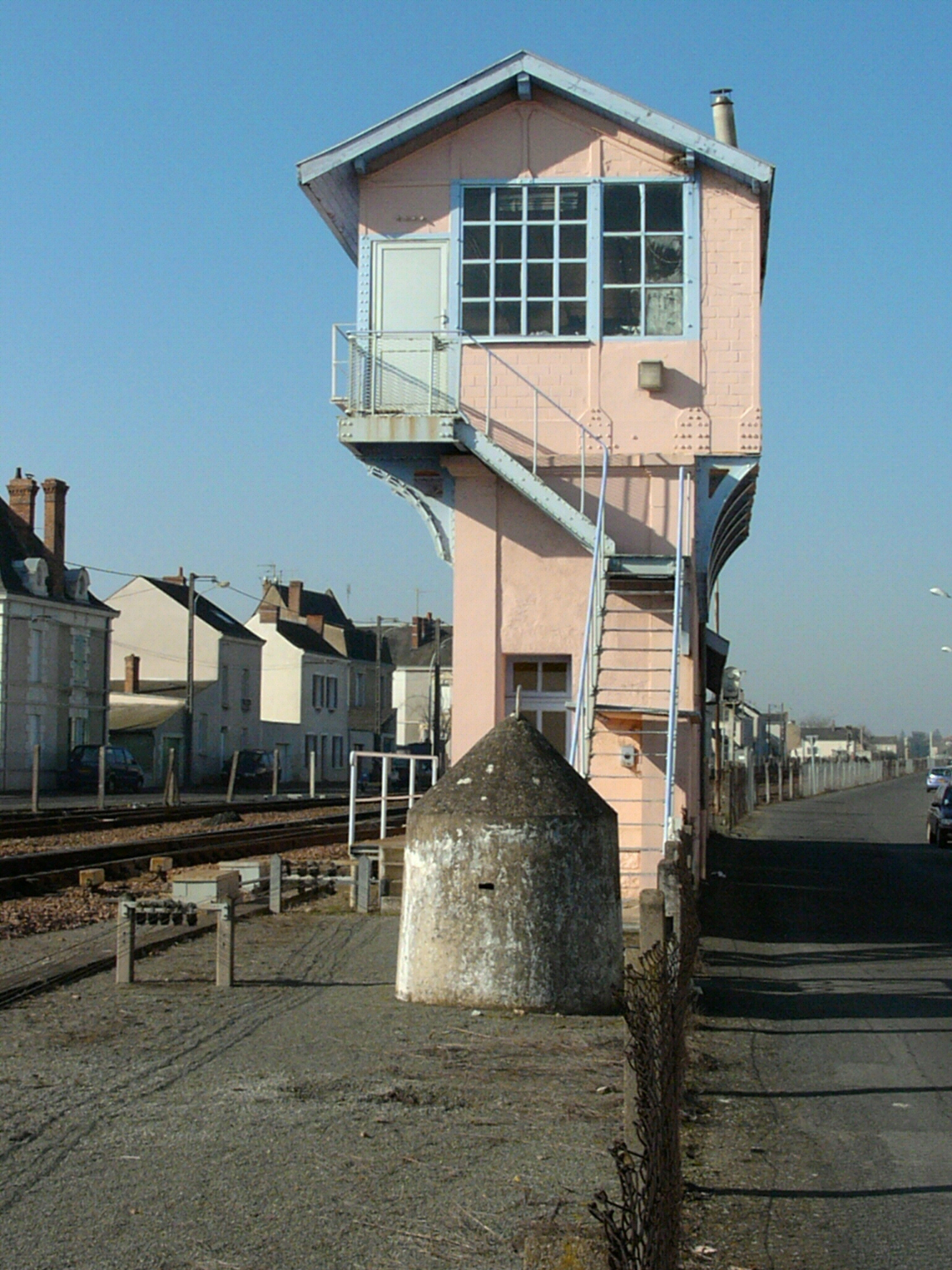
Poste d'aiguillage près de la gare des chemins de fer.

La ville de Thouars est chef-lieu de district de 1790 à 1795 et d'arrondissement de 1800 à 1804.
La cité se développe beaucoup grâce à l'activité liée aux chemins de fer à la fin du XIXe siècle et durant toute la première moitié du XXe siècle, lui valant un temps le surnom de « cité cheminote » tant la part de sa population liée au rail est importante. La gare est implantée sur l'axe Paris / Bordeaux et Tours / Les Sables-d'Olonne, il y circule jusqu'à 65 trains de marchandises ou de voyageurs par jour.
À partir de 1957, la ville commence l'aménagement du quartier des Capucins, à proximité du lotissement de la Poitevinière. Huit immeubles sont d'abord livrés boulevard des Capucins entre 1960 et 1966, puis onze autres plus petits sur les rues Racine et Jules Renard entre 1967 et 1975. C'est aujourd'hui un quartier prioritaire comptant 1 123 habitants en 2020.
Au XXIe siècle, la cité souffre d'un vieillissement et d'une baisse de sa population depuis le milieu des années 1970. Ceci conduit les divers responsables locaux à déployer leur énergie dans la recherche et l'accueil de nouvelles entreprises à l'échelon intercommunal et plus largement sur le Pays thouarsais, et par là même, d'une nouvelle population qui permettrait le maintien des écoles de la ville et un renouveau économique espéré.
Le 1er janvier 2019, la commune étend son périmètre à Mauzé-Thouarsais, Missé et Sainte-Radegonde sous le régime de la commune nouvelle (arrêté préfectoral du 30 octobre 2018).

## Politique et administration
Créée en 1793, la commune de Thouars a absorbé en 1885 la commune « Les Hameaux ».

### Liste des maires
Source : « Liste des maires de Thouars depuis le début du XIXe siècle », Bulletin municipal de la ville de Thouars, no 9,‎ 1978
| Période           | Période                      | Identité                                     | Étiquette        | Qualité |
| ----------------- | ---------------------------- | -------------------------------------------- | ---------------- | --- |
| 11 juin 1800      | 6 mars 1816                  | Louis Richou,                                |                  | Avocat |
| 6 mars 1816       | 5 octobre 1819               | M. Orre                                      |                  | Amiral |
| 5 octobre 1819    | 25 août 1821 (démission)     | Louis Richou                                 |                  | Avocat |
| 25 août 1821      | 13 avril 1822                | François Paul Pihoue                         |                  | |
| 13 avril 1822     | 7 septembre 1830             | Pierre-Louis de La Ville-Baugé               |                  | Général vendéen |
| 12 septembre 1830 | 1831                         | M. Cordier                                   |                  | |
| 1831              | 21 juillet 1832              | M. Audebert (poste vacant, faisant fonction) |                  | |
| juillet 1832      | 1838                         | Pierre Cornilleau                            |                  | |
| 1838              | 6 mai 1857                   | Henri Charles Joseph Legressier              |                  | |
| 14 mai 1857       | 6 janvier 1869               | M. Loury                                     |                  | |
| 7 mai 1869        | 7 mai 1871                   | Léon Thourayne                               |                  | |
| 7 mai 1871        | 1 novembre 1871              | M. Montois                                   |                  | |
| 2 novembre 1871   | août 1876                    | Paul Reverdit                                |                  | Médecin |
| août 1876         | 20 février 1878              | Victor Leclerc (intérim)                     | Républicain      | Banquier |
| 21 février 1878   | 1 octobre 1882               | Victor Leclerc                               | Républicain      | Banquier |
| 1 octobre 1882    | 30 mai 1883                  | Alexis Bruneau                               |                  | |
| 18 mai 1884       | 20 mai 1888                  | Victor Leclerc                               | Républicain      | Banquier |
| 20 mai 1888       | 17 mai 1896                  | Charles Seignan                              |                  | |
| 17 mai 1896       | 25 novembre 1901 (décès)     | Victor Leclerc                               | Républicain      | Banquier |
| 9 janvier 1902    | 10 décembre 1919             | Clément Ménard                               | Rad.             | Directeur de l'entreprise Ménard Frères et propriétaire de journaux locaux Conseiller général du canton de Thouars (1891 → 1929) |
| 10 décembre 1919  | 31 décembre 1931 (démission) | Joseph Chacun                                | SFIO             | Instituteur puis marchand de chaussures Député des Deux-Sèvres (1924 → 1928) |
| 2 janvier 1932    | 12 mai 1935                  | Armand Legendre                              | SFIO             | |
| 12 mai 1935       | 18 novembre 1939             | Albert Boisseau                              | PCF              | Employé de commerce |
| 18 novembre 1939  | 1941                         | Armand Legendre                              |                  | |
| 12 mars 1941      | 17 mars 1941                 | Gaston Neraudeau                             |                  | |
| 17 mars 1941      | 5 septembre 1944             | Henri Dubois                                 |                  | |
| 5 septembre 1944  | 26 avril 1953                | Émile Poirault                               | SFIO             | Propriétaire viticulteur Sénateur des Deux-Sèvres (1946 → 1948) Député des Deux-Sèvres (1945 → 1946) Conseiller général du canton de Thouars (1945 → 1949) Nommé maire par le préfet, il est élu en mai 1945                                                                                            |
| 3 mai 1953        | mars 1965                    | Jacques Ménard                               | CNIP             | Vétérinaire Sénateur des Deux-Sèvres (1957 → 1986) Conseiller général du canton de Thouars (1949 → 1973) |
| 18 mars 1965      | 25 mars 1977                 | Raymond Vouhé                                | SFIO puis PS     | Instituteur, directeur d'école, syndicaliste |
| 25 mars 1977      | mars 1989                    | Jean Dumont                                  | CNIP puis UDF-PR | Vétérinaire Sénateur des Deux-Sèvres (1986 → 1995) Conseiller général du canton de Thouars-2 (1973 → 1988) |
| mars 1989         | mars 2001                    | Serge Moulin                                 | PS               | Cardiologue Conseiller général du canton de Thouars-2 (1988 → 1994) |
| mars 2001         | octobre 2005                 | Christian Valteau                            | UDF puis UMP     | Géomètre |
| octobre 2005      | mars 2008                    | Alain Ligné                                  | SE puis UMP      | Consultant Président de la CC du Thouarsais (2001 → 2008) |
| mars 2008         | juin 2020                    | Patrice Pineau                               | PS               | Chef du service de biologie du centre hospitalier Conseiller général du canton de Thouars-1 (2004 → 2015) Président de la CC du Thouarsais (2008 → 2014) Réélu maire de la commune nouvelle pour le mandat 2019-2020                                                                                    |
| juin 2020         | En cours                     | Bernard Paineau                              | DVG puis PS      | Chef d'entreprise Conseiller général du canton de Thouars-2 (1994 → 2015) Maire de la commune de Mauzé-Thouarsais (2001-2020) Président de la CC du Thouarsais (2014 → ) Source : « Liste des maires de Thouars depuis le début du XIXe siècle », Bulletin municipal de la ville de Thouars, no 9,‎ 1978 |

### Intercommunalité
- Le 29 décembre 1972, Thouars se regroupe avec les communes de Louzy, Missé, Saint-Jacques-de-Thouars, Saint-Jean-de-Thouars et Sainte-Radegonde pour créer le district de Thouars, par arrêté préfectoral.
- Le 22 décembre 1998, le district de Thouars devient la communauté de communes du Thouarsais, dont Thouars fait toujours partie, avec 32 autres communes périphériques.

### Politique environnementale
Thouars possède une unité de production d'énergie par méthanisation implantée dans la zone du grand Rosé à Louzy avec la reconversion du site militaire de l'Etamat (dépollué de 2010 à 2015). Cette installation s'inscrit dans la ligne du projet « TIPER » (technique innovante pour la production d'énergies renouvelables), initié en février 2005 par la Région Poitou-Charentes, la Communauté de communes du Thouarsais et le Conseil général des Deux-Sèvres et qui inclut trois autres projets : parc éolien, parc solaire photovoltaïque et biocarburants,.

#### Méthanisation

##### Le projet
Inaugurée le 26 avril 2013, cette partie du projet TIPER est basée sur un partenariat entre les parties prenantes locales (dont les agriculteurs) et des entreprises spécialisées dans le montage de projets de méthanisation territoriale. L'association ABBT a été ainsi créée, regroupant les producteurs de biomasse et la société TIPER Méthanisation, maître d'ouvrage de l'unité. Les fournisseurs de biomasse bénéficient du « digestat »,, qui est épandu dans les champs comme fertilisant. L'exploitant du site est Méthanéo, filiale d'Albioma passée sous contrôle de Séchilienne Sidec en mai 2012. Sur les 22 projets lancés par Méthanéo, celui de Louzy est à cette époque le plus avancé.
En 2017 l'unité de méthanisation de Louzy fait toujours figure d'avant-garde en France pour la taille de son  installation. Méthalae, un programme de recherche national qui étudie les impacts de la méthanisation, a tenu à Thouars son premier séminaire : « L'idée est de présenter les enjeux de la méthanisation, pas uniquement d'un point de vue des économies d'énergie, mais aussi comment elle modifie la production agricole, ses enjeux sociaux et économiques, par exemple ».

##### Des débuts difficiles
La première année de fonctionnement, 2013, est prometteuse ; mais dès la mise en service, les riverains se plaignent des odeurs ; rapidement, une pétition circule, et c'est seulement en février 2018 que Méthanéo annonce enfin le lancement d'une étude sur le fonctionnement de la ventilation et du traitement de l'air de l'usine. Car l'entreprise rencontre de grosses difficultés par ailleurs : l'année 2014 s'avère économiquement catastrophique, avec un chiffre d'affaires négatif et de nombreux problèmes techniques,, et de sécurité ; Jean-Paul Costes, le nouveau directeur de Méthanéo, mentionne aussi la nécessité de restructurer l'entreprise. En février 2015 un arrêté préfectoral de mise en demeure est émis à l'égard de Tiper Méthanisation, lui donnant jusqu'au 30 avril 2015 pour se mettre en conformité avec les règlements et avec l'administration en regard de modifications apportées aux capacités de stockage et au plan de masse lors de la construction du site, de la mise à jour du plan d'épandage, et de la présentation d'un dossier de conformité concernant les émissions industrielles. L'usine de Tiper Méthanisation emploie à cette date 18 personnes à temps plein.
Fin 2015 les problèmes logistiques sont aplanis, l'usine fonctionne enfin correctement et les utilisateurs d'électricité, de chaleur et de digestat sont satisfaits. Mais les profits financiers dégagés ne compensent pas les pertes engendrées par les problèmes récents et Jean-Paul Costes pense que « si une solution ne se profile pas rapidement, ce pourrait être la fin de l'usine ». En décembre 2018 Méthanéo est racheté par le groupe Evergaz,  fondé en 2008 et un des leaders des énergies renouvelables en France. Par ce rachat, Evergaz se retrouve aussi actionnaire de Cap'ter à Saint-Varent (Deux-Sèvres) et de Sainter à Sainte-Hermine (Vendée) ; la société vise une productivité atteignant 91 % du temps à pleine puissance, soit 15 000 MWh au lieu pour Tiper Méthanisation des 12 800 MWh produits fin 2019. Cap'Ter et Sainter ne produisent que 50 % du temps ; Tiper fonctionne à 80 %, mais des réinvestissements sont prévus pour régler les problèmes d'odeurs, des systèmes de refroidissement, et des goulots d'étranglement techniques dus à des machines inadaptées.

##### La production
En 2017 l'unité de méthanisation est la propriété de 92 actionnaires, dont environ 60 agriculteurs, situés dans un rayon de 10 km en moyenne et qui fournissent 80 000 t (annuelles) de biomasse (sous-produits agricoles et agroalimentaires), ce qui produit une puissance de 3 MW d'électricité et de chaleur (production en équivalent habitant : 12 000 habitants, électricité hors chauffage) selon la communauté de communes ou 15 000 MWh soit 3 000 foyers, le même niveau qu'en 2016, selon la Nouvelle république ; et a créé 9 emplois directs et indirects, dont cinq emplois créés entre septembre 2017 et mars 2018. Fin 2019, l'unité Tiper de Louzy emploie onze salariés. Une centaine d'agriculteurs, réunie au sein d'une société, utilisent l'unité, qui alimente 16 000 foyers. Cap'ter en alimente 4 000.
Plus de 80 % des volumes traités sont constitués de fumiers, pailles et lisiers ; le reste de la biomasse fournie est constitué de sous-produits issus des industries agroalimentaires présentes sur le territoire. Le « digestat » est utilisé comme fertilisant agricole. Ce fertilisant, à forte valeur agronomique et (en principe) désodorisé, remplace l'épandage de 220 000 kg d'azote pur soit 660 000 kg d'engrais chimique par an.

### Jumelages
- Diepholz (Allemagne)
- Hannut (Belgique)
- Port-Gentil (Gabon)
- Helensburgh (Grande-Bretagne)
- Międzyrzec Podlaski (Pologne)

## Population et société

### Démographie

#### Commune
L'évolution du nombre d'habitants est connue à travers les recensements de la population effectués dans la commune depuis 1793. Pour les communes de plus de 10 000 habitants les recensements ont lieu chaque année à la suite d'une enquête par sondage auprès d'un échantillon d'adresses représentant 8 % de leurs logements, contrairement aux autres communes qui ont un recensement réel tous les cinq ans,.

En 2022, la commune comptait 13 949 habitants, en évolution de −0,75 % par rapport à 2016 (Deux-Sèvres : +0,18 %, France hors Mayotte : +2,11 %).
| 1793  | 1800  | 1806  | 1821  | 1831  | 1836  | 1841  | 1846  | 1851  |
| ----- | ----- | ----- | ----- | ----- | ----- | ----- | ----- | ----- |
| 1 735 | 2 035 | 2 197 | 2 592 | 2 314 | 2 270 | 2 244 | 2 397 | 2 287 |

| 1856  | 1861  | 1866  | 1872  | 1876  | 1881  | 1886  | 1891  | 1896  |
| ----- | ----- | ----- | ----- | ----- | ----- | ----- | ----- | ----- |
| 2 449 | 2 573 | 2 569 | 2 622 | 3 468 | 3 535 | 4 992 | 5 169 | 5 033 |

| 1901  | 1906  | 1911  | 1921  | 1926  | 1931  | 1936   | 1946   | 1954   |
| ----- | ----- | ----- | ----- | ----- | ----- | ------ | ------ | ------ |
| 5 669 | 6 273 | 7 111 | 8 110 | 8 181 | 8 726 | 10 077 | 10 422 | 10 626 |

| 1962   | 1968   | 1975   | 1982   | 1990   | 1999   | 2006   | 2011  | 2016   |
| ------ | ------ | ------ | ------ | ------ | ------ | ------ | ----- | ------ |
| 11 257 | 11 787 | 12 141 | 11 498 | 10 905 | 10 656 | 10 256 | 9 622 | 14 055 |

| 2021   | 2022   | - | - | - | - | - | - | - |
| ------ | ------ | - | - | - | - | - | - | - |
| 14 000 | 13 949 | - | - | - | - | - | - | - |

Le Thouarsais possède un taux de chômage inférieur à la moyenne nationale. Le nombre d'intérimaires et de saisonniers est néanmoins particulièrement élevé.

#### Agglomération et aire urbaine
L'unité urbaine de Thouars (son agglomération), compte 15 023 habitants en 2010 tandis que son aire urbaine en compte 26 944.

### Manifestations culturelles et festivités
En mars a lieu le festival de musique Terri'Thouars Blues,. Un festival de musique urbaine, « Les Arts'Osés », est organisé tous les ans, fin juin (15e édition en 2025).

### Enseignement
La ville possède plusieurs établissements scolaires :
- plusieurs écoles maternelles et primaires :
  - quatre groupes scolaires publics : école Bergeon-Jaurès, école des Capucins-Anatole France, école Ferdinand-Buisson-Jean Macé et école Paul-Bert ;
  - une école privée : l'école Saint-Charles ;
- trois collèges :
  - deux collèges publics : le collège Jean-Rostand et le collège Marie-de-La-Tour-d'Auvergne (situé dans le château des ducs de La Trémoille) ;
  - un collège privé : le collège Saint-Charles ;
- deux lycées :
  - le lycée public Jean-Moulin ;
  - le lycée privé Saint-Charles ;
- un institut médico-éducatif (IME) :
  - IME de Thouars « Les papillons blancs » ;
- deux crèches :
  - une crèche municipale ;
  - une crèche privée inter-entreprises qui fut la première de Poitou-Charentes inaugurée début 2008 ;
- un conservatoire à rayonnement intercommunal de musique et de danse (CRI).

### Sports
Le Thouarsais est réputé pour sa forte tradition associative, et le sport y est particulièrement présent. Avec plus d'une centaine de clubs, on recense plus de 10 000 pratiquants sportifs, dont 6 000 licenciés. Ainsi la communauté de communes du Thouarsais est sans doute l'un des territoires les plus sportifs de Poitou-Charentes. Régulièrement, les sportifs thouarsais se distinguent, tant dans les sports individuels que collectifs.
En raison de sa population cheminote, le football a été pendant longtemps une locomotive avec le Club sportif des cheminots thouarsais (devenu Thouars Foot 79), et continue de dominer la vie sportive locale.
De nombreux autres sports sont également pratiqués aujourd'hui à Thouars, avec le soutien des collectivités et entreprises thouarsaises. Le basket-ball, très pratiqué dans cette commune, est représentée en Nationale 1 féminine depuis 2010.

### Santé
Thouars possède un hôpital qui est intégré dans le centre hospitalier Nord Deux-Sèvres comprenant également les hôpitaux de Bressuire et de Parthenay.

### Médias
- Deux quotidiens régionaux pour l'actualité locale : Le Courrier de l'Ouest et La Nouvelle République du Centre-Ouest.

### Cultes
Thouars est rattachée au diocèse de Poitiers.

## Économie

### Agriculture
Des sociétés de production de melon : les deux plus importants producteurs, le Rouge Gorge et Soldive, représentent à eux seuls plus de 20 % de la production nationale. Néanmoins, leur activité prend fin respectivement en 2019 et 2021.
La viticulture est également très présente. Avec près d'une trentaine de domaines répartis sur plus de 750 hectares de vignes, le Thouarsais possède les seules AOC Anjou et Saumur des Deux-Sèvres.

### Industrie
Le tissu économique est dense et diversifié et les entreprises sont présentes dans de nombreux domaines d'activités. L'industrie est composée de PME dont les centres décisionnels sont en majeure partie locaux. Le développement économique y est principalement de tradition endogène. Thouars possède quelques entreprises notables, comme Asselin, Leul Menuiseries, Compagnie européenne des emballages R. Schisler, Loeul et Piriot, Anett, Rivadis (produits d'hygiène, distribution en collectivités et hôpitaux), Agenc'mag (vente en ligne de mobilier urbain et gondoles de magasin), Poly-Concept (agencement de magasin)…
Récemment, la compétence du développement économique a été dévolue à la communauté de communes du Thouarsais. Elle gère près d'une dizaine de parcs d'activités dont Talencia et met en œuvre, depuis peu, une politique offensive sur le plan de la prospection économique.
Thouars possède un bureau de la Chambre de commerce et d'industrie des Deux-Sèvres.

### Tourisme
- Thouars possède un camping situé au bord du Thouet et de l'ancienne piscine d'été, en attente de réhabilitation désaffectée depuis 2006. La ville possède également une piscine couverte type IRIS, fermée depuis le 15 juillet 2016, remplacée par un pôle aquatique ouvert depuis 26 juillet 2016.
- C'est « l'office de tourisme de pôle » (structure associative) qui assure les missions de syndicat d'initiative sur le Thouarsais.
- Thouars est labellisée Ville d'art et d'histoire[65].

### Justice
Thouars accueille un conseil de prud'hommes qui dépend du tribunal d'instance de Bressuire.

## Culture locale et patrimoine
Thouars est labellisée « Ville d'art et d'histoire ».

### Sites culturels
- Le musée Henri-Barré.
- La chapelle Jeanne d'Arc, lieu d'exposition et de diffusion de l'art contemporain[66].

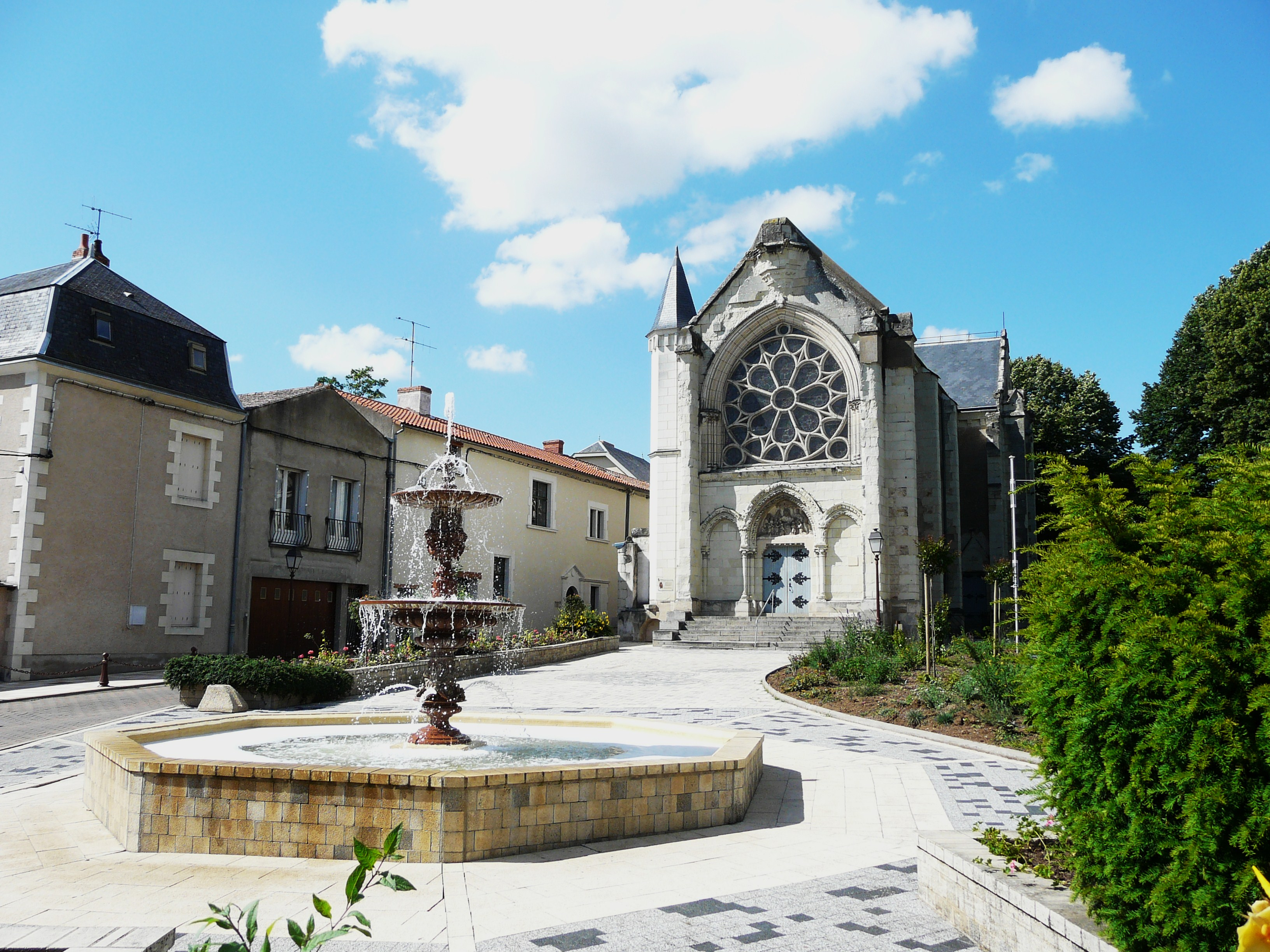
La chapelle Jeanne-d'Arc.
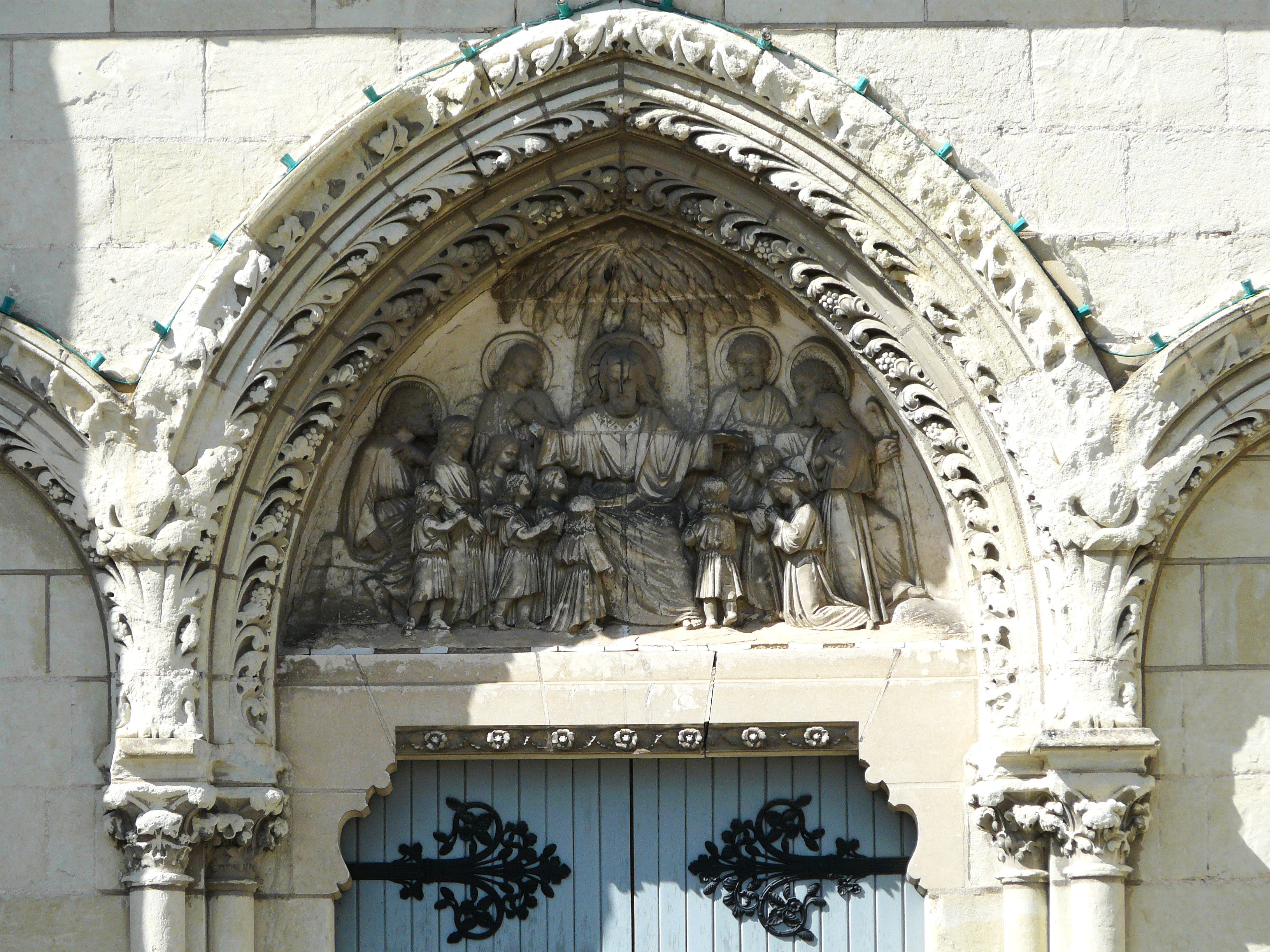
Détail du portail de la chapelle Jeanne-d'Arc.

- Le Centre régional Résistance et Liberté, centre d'interprétation à vocation pédagogique et culturelle qui traite des évènements de la Seconde Guerre mondiale et des actes et des acteurs de la Résistance régionale.

La commune dispose :
- d'un théâtre, géré par l'association « S'il vous plaît » ;
- d'une médiathèque intercommunale[67] et d'une bibliothèque du comité d'établissement SNCF ;
- d'une antenne départementale de la bibliothèque centrale de prêt de livres ;
- d'un conservatoire à rayonnement intercommunal de musique et de danse.

### Autres lieux et monuments
De son passé riche, la commune conserve de nombreux bâtiments ou monuments dont plusieurs sont inscrits aux monuments historiques.

#### Patrimoine militaire ou civil
- Motte des Justices : l'un des plus grands tumuli de France, désormais englobé dans la zone industrielle.
- Le château des ducs de La Trémoille (abrite aujourd'hui le collège Marie-de-La-Tour-d'Auvergne), XVIIe siècle, son orangerie et sa chapelle, classés.
- Les remparts, classés : la ville possède une importante enceinte datant des XIIe et XIIIe siècles et plusieurs tours : 
  - la tour du Prince-de-Galles[68], classée : dépôt de vivres à la garnison puis prison pour les contrebandiers de sel ;
  - la tour Porte au Prévost[69], classée. L'armée de Du Guesclin y fit son entrée le 30 novembre 1372. Tour rectangulaire du XIIe siècle à laquelle a été accolée au début du XIIIe siècle une tour de l'époque Plantagenêt avec deux tourelles talutées à la base.
  - Les remparts sont aussi visibles au parc Imbert, ainsi que le long du Thouet.
  - La porte Maillot (classée), constituée par la poterne et le pont des Chouans, reliant Thouars et Saint-Jean-de-Thouars, fait partie de cet ensemble de remparts.
- Les premiers numéros pairs comme impairs de la rue Porte-Maillot sont également classés (maisons détruites en août 1944).
- L'hôtel particulier du président Tyndo, fin du XVe siècle, inscrit.
- L'hôtel des Trois-Rois, XVe siècle, inscrit.
- L'hôtel de ville, ancienne abbaye reconstruite aux XVIIe et XVIIIe siècles, inscrit.
- Une maison de la place Saint-Médard, dite Maison des Artistes, XVe siècle, inscrite.
- Le portail d'entrée du 18 rue Harcher, XVIIIe siècle, inscrit.
- Les bains-douches, labellisés « Patrimoine du XXe siècle » en 2015 et inscrits en 2022.
- Le viaduc de Thouars (dit viaduc Eiffel)[70] : pont de chemin de fer au-dessus du Thouet.
- Le moulin de Crevant.
- Le moulin des Roches, dit le « moulin de l'Abbesse » : construit vers 1104[71], ce moulin appartenait à l'abbaye de Saint-Jean de Bonneval-lès-Thouars et fit l'objet d'un procès en novembre 1634 entre l'abbesse Louise de Chastillon et le duc Henri Ier de La Trémoille[72].
- Le pont des Chouans[73],[74].
- La passerelle de Saint-Jacques[75] devant le château, mis en service en 1896.
- Ossuaire et plaque commémorative aux 25 officiers polonais tombés le 18 juin 1940[76]
- Les halles, bâtiment historique où le marché prend place chaque mardi et vendredi matin.

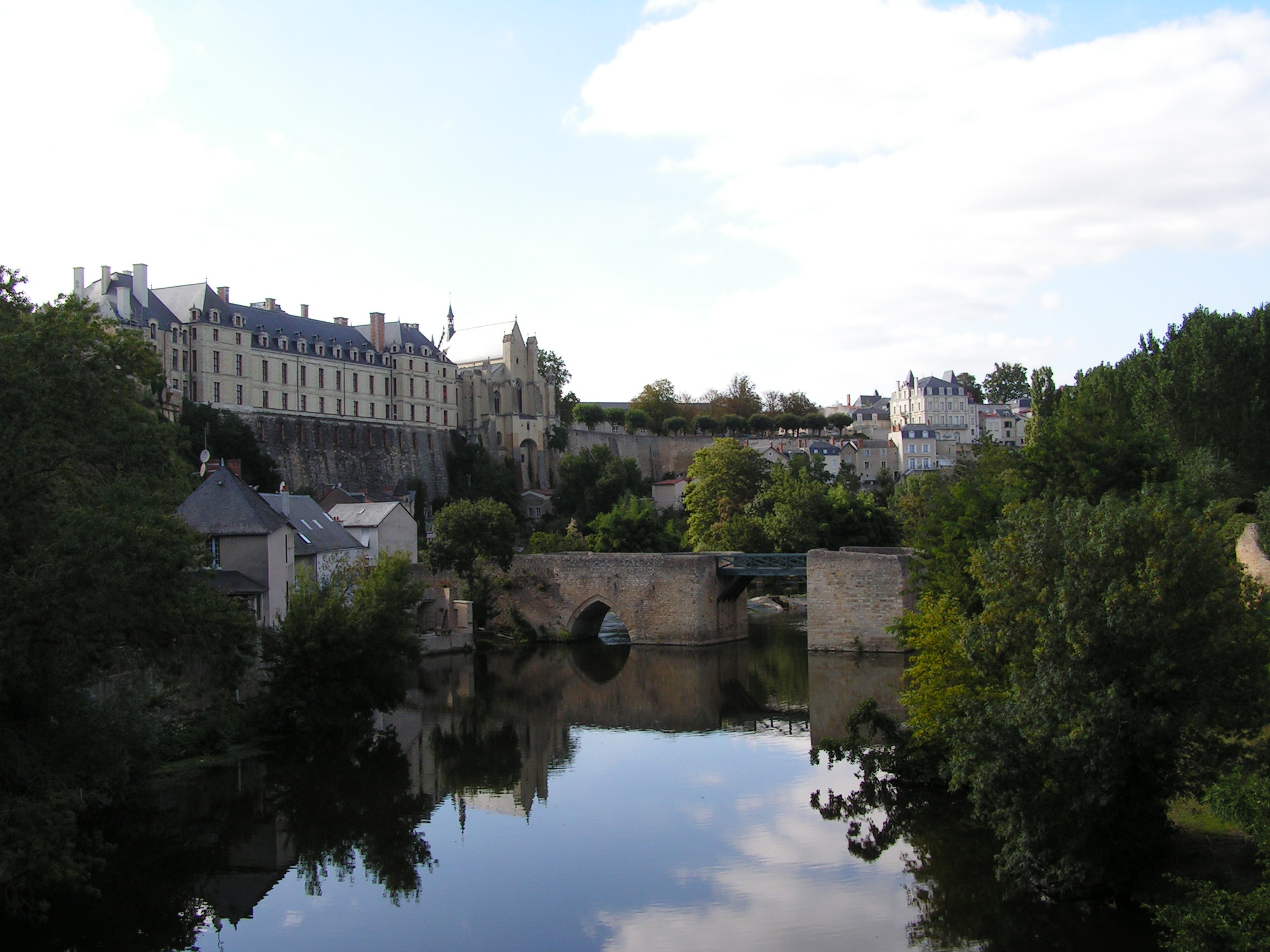
Château des ducs de La Trémoille et sa chapelle surplombant le Thouet et le pont des Chouans.
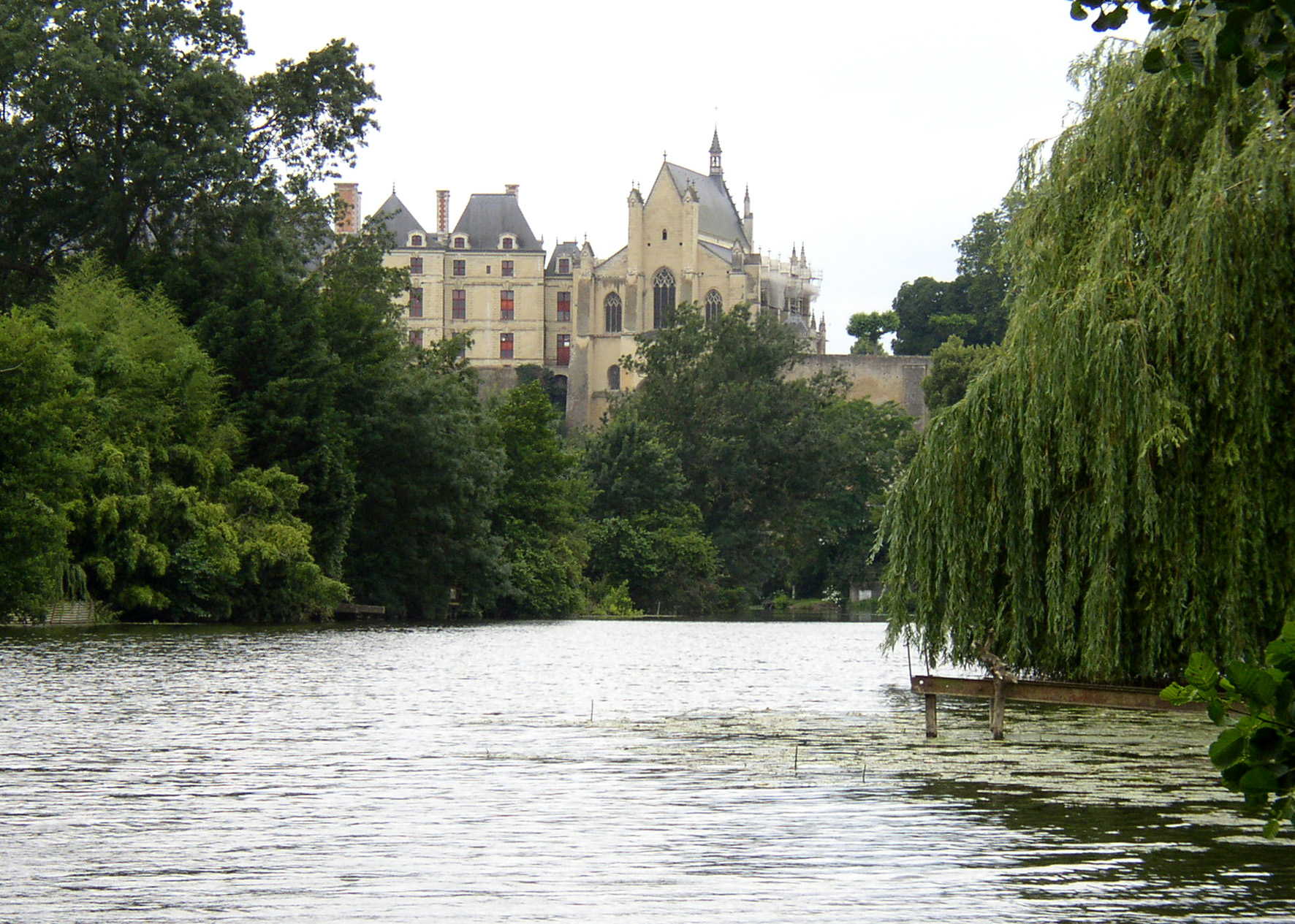
Château des ducs de La Trémoille et sa chapelle vus du Thouet.
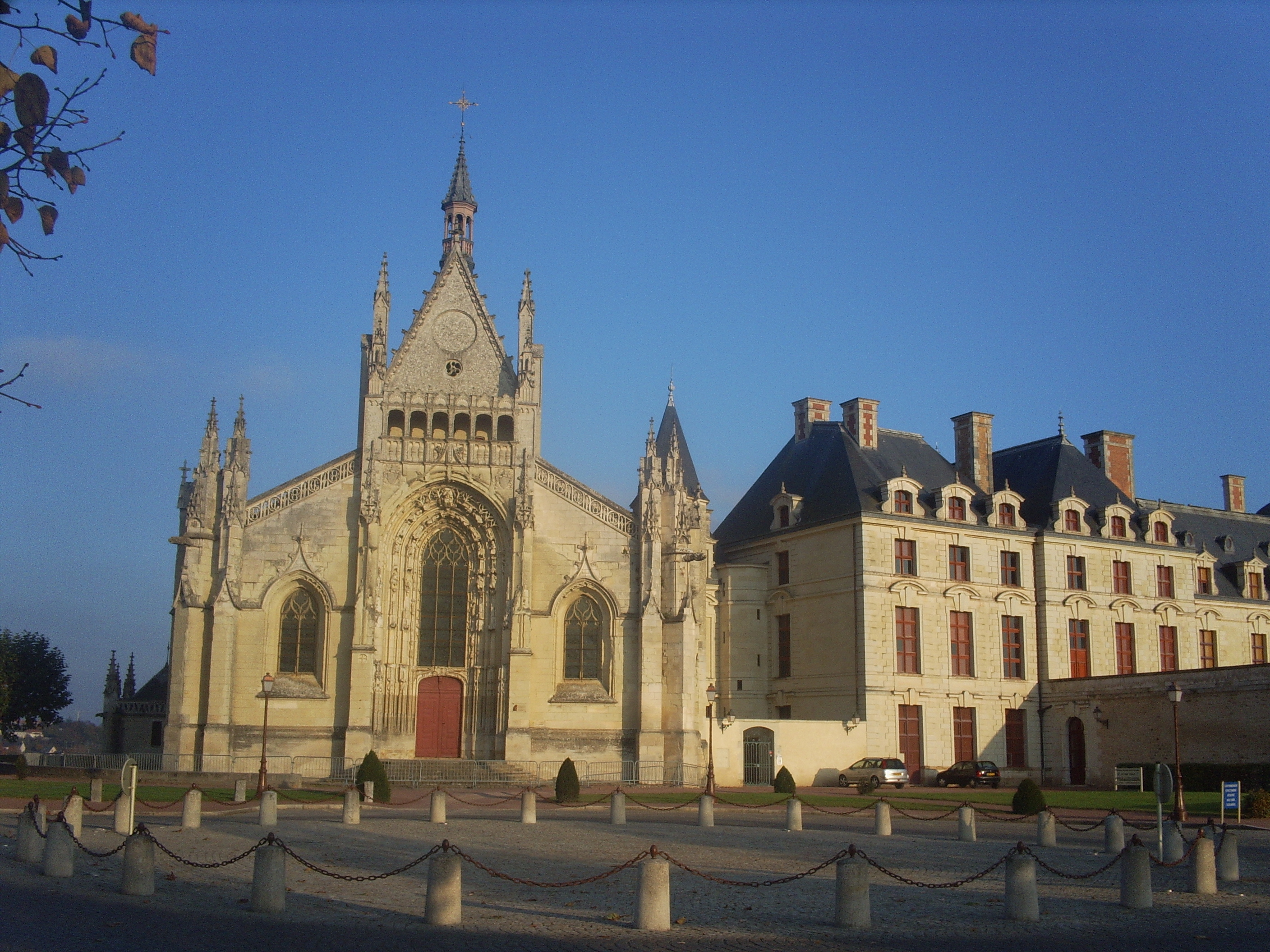
Chapelle du château des ducs de La Trémoille.
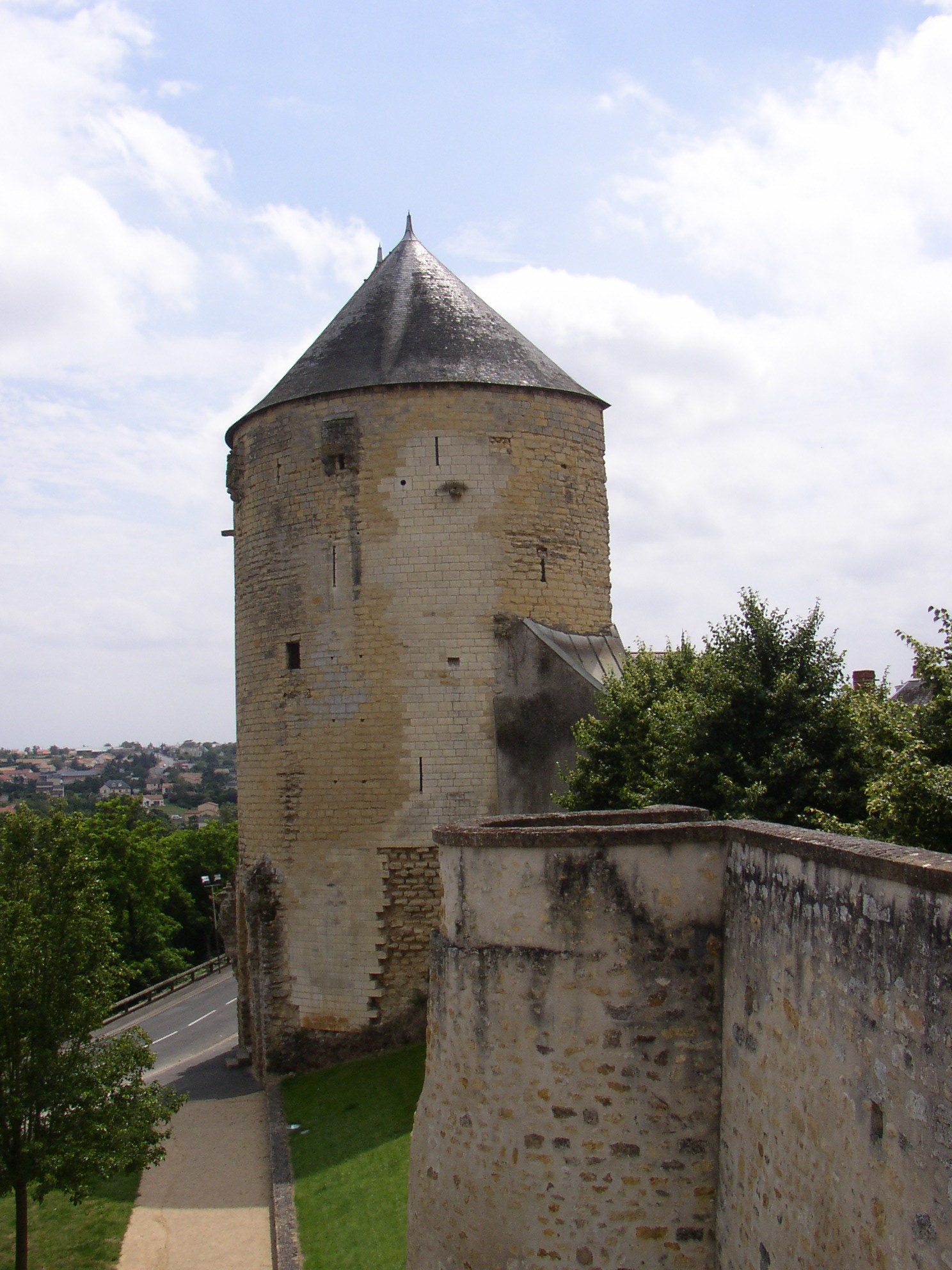
Tour du Prince-de-Galles.
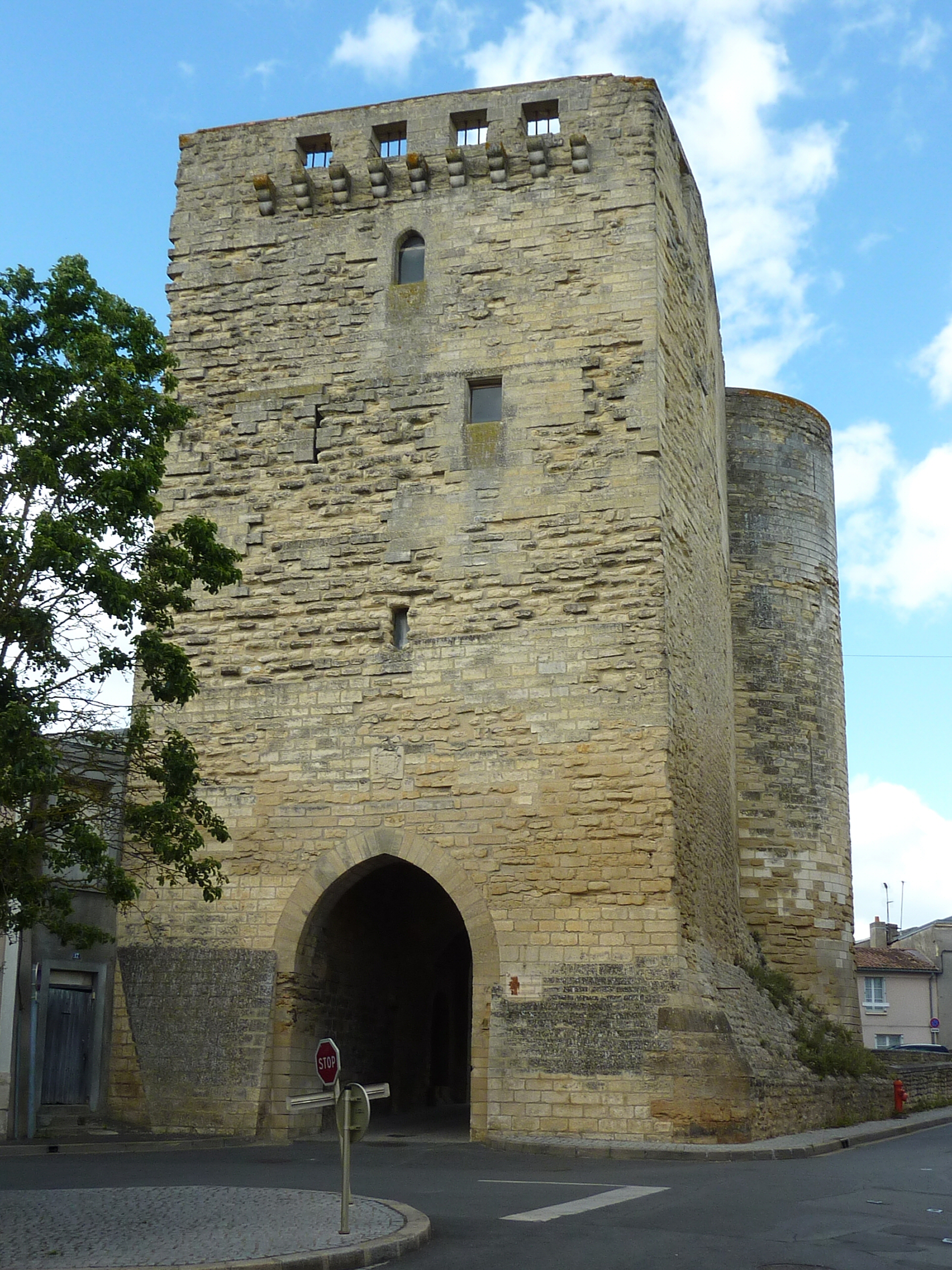
La tour Porte au Prévost.
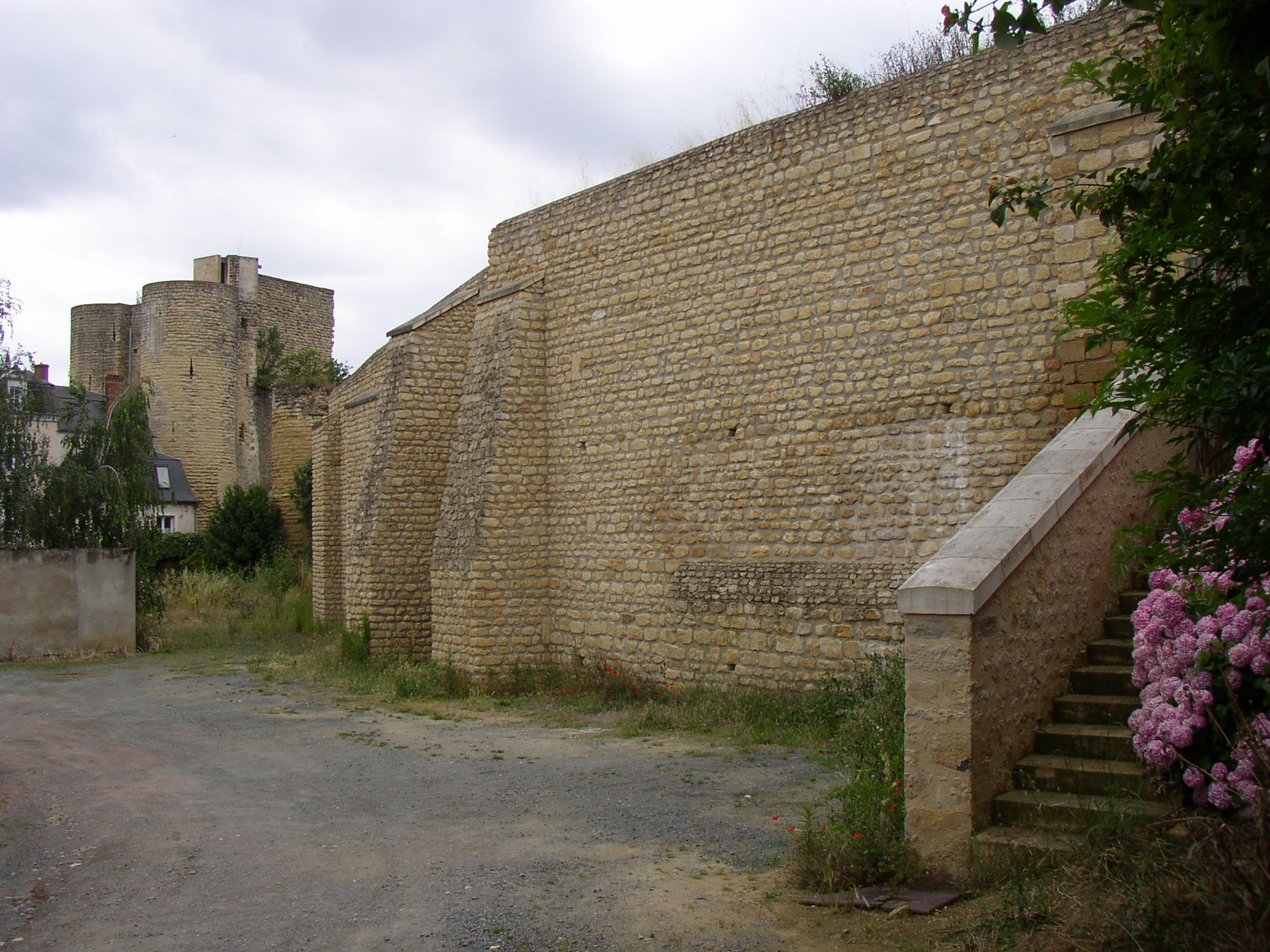
Remparts et tour Porte au Prévost.
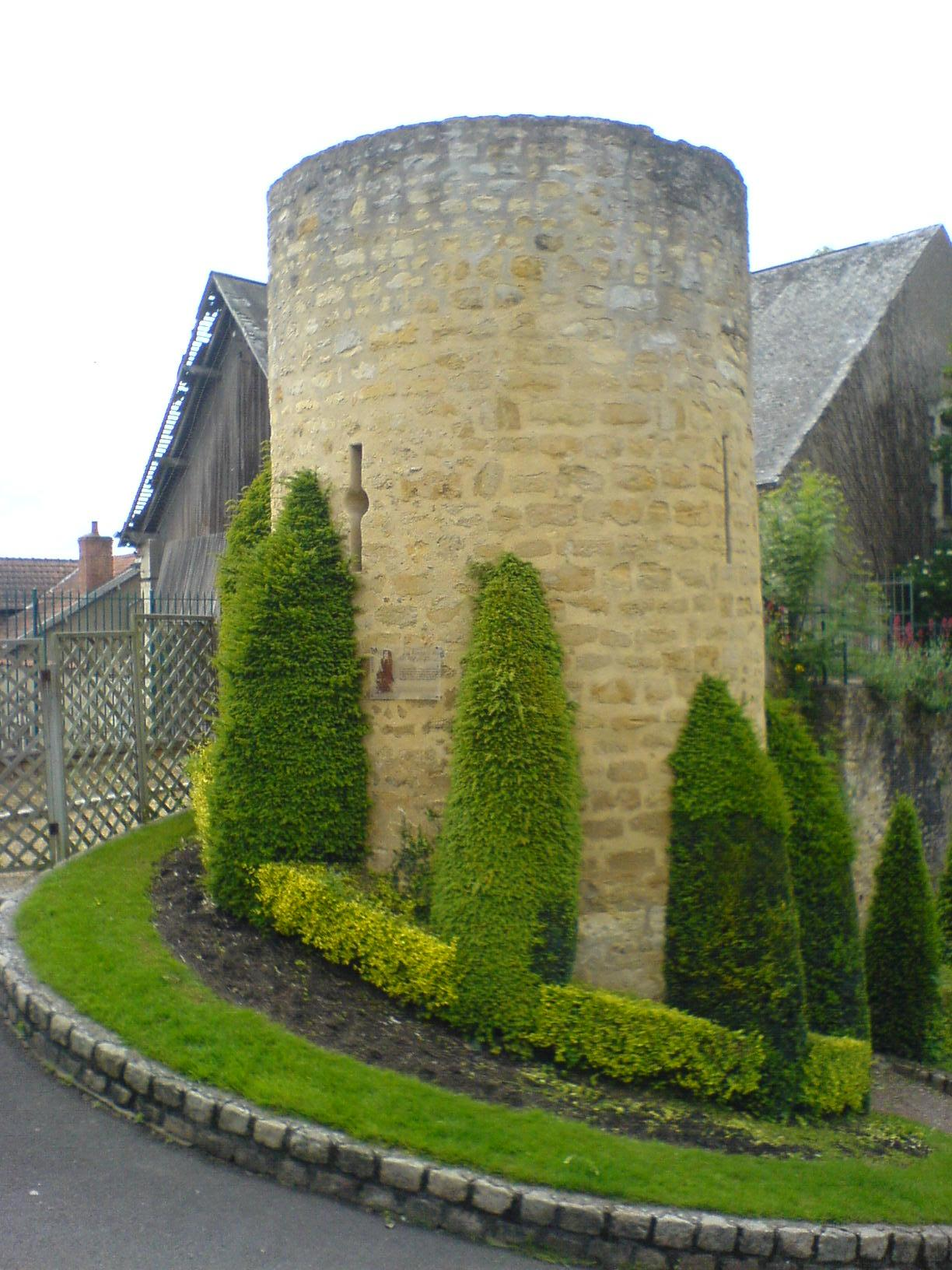
Une des tours des remparts visibles au parc Imbert.
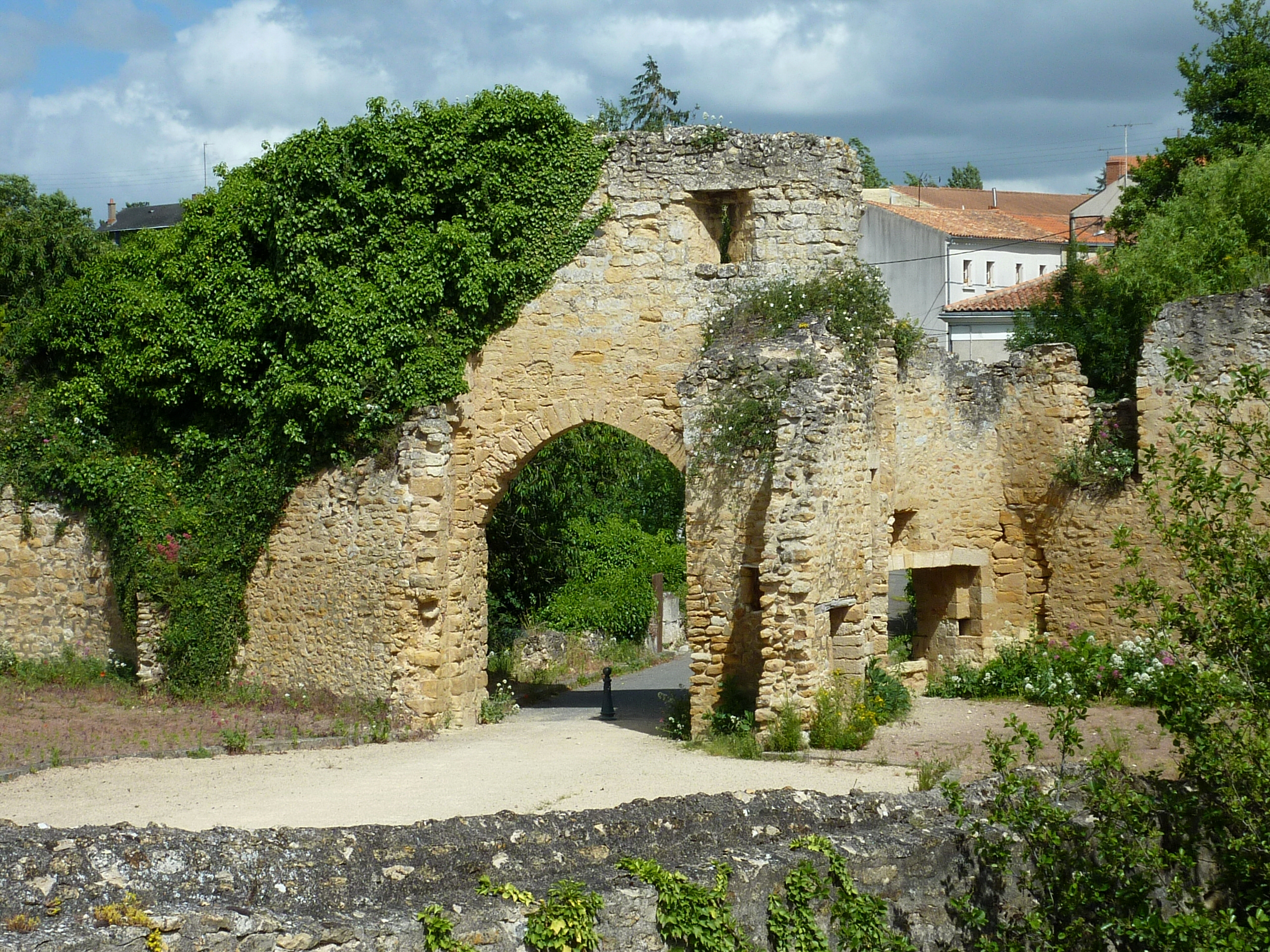
La porte Maillot et les vestiges de la barbacane du pont des Chouans.
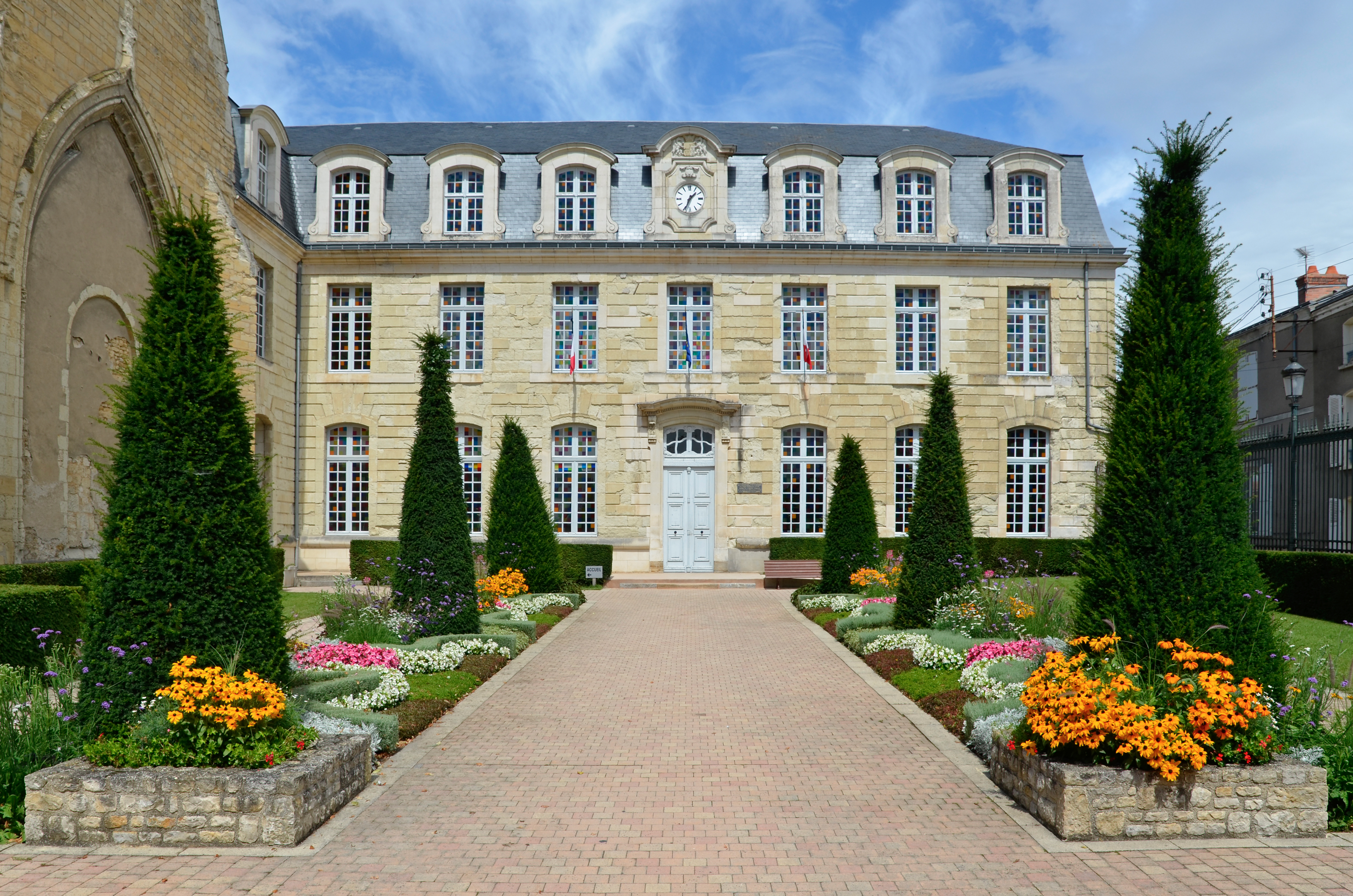
L'hôtel de ville, attenant à l'église Saint-Laon.
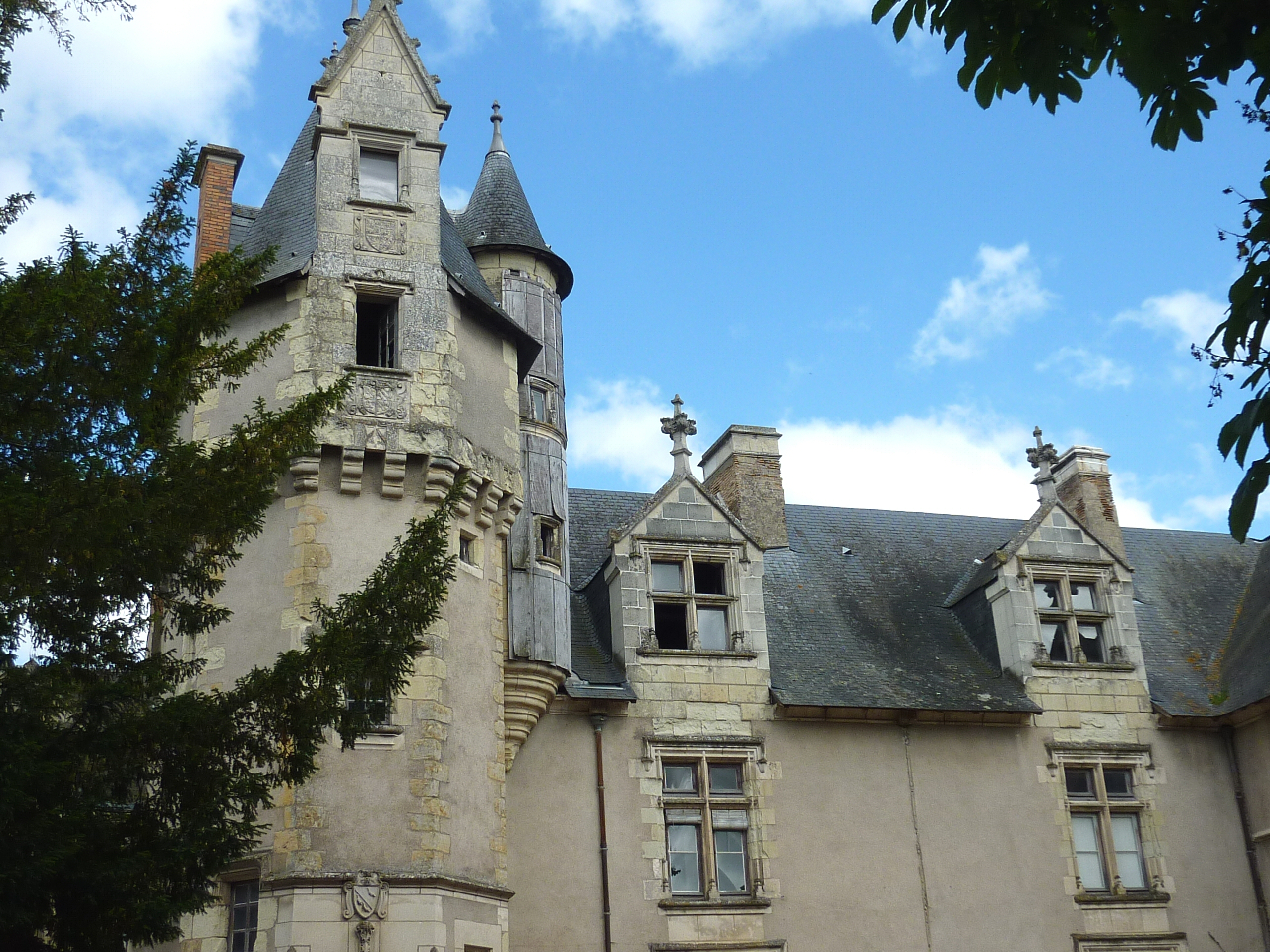
Hôtel particulier du président Tyndo (ou Tindeau).
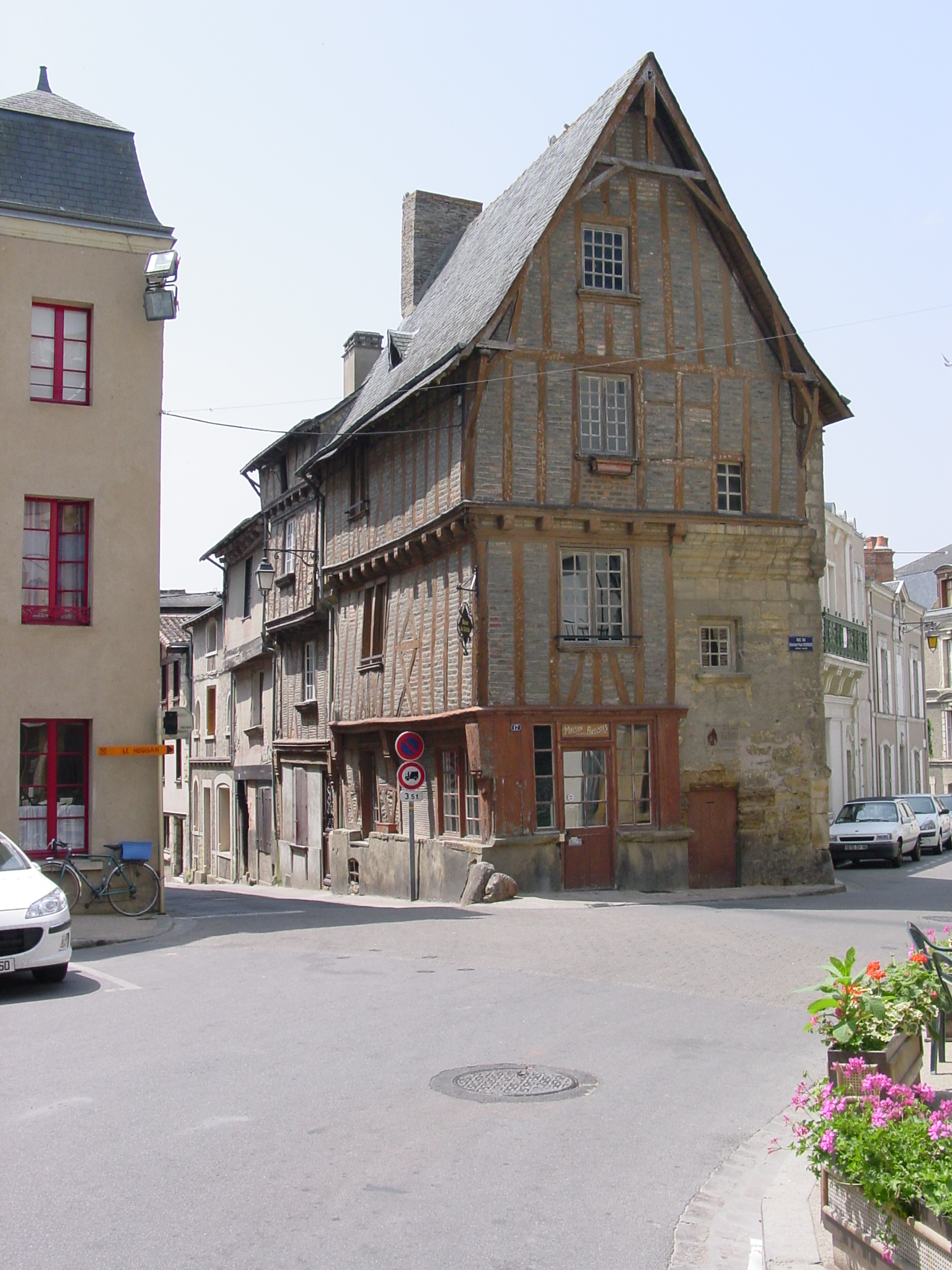
La Maison des Artistes, place Saint-Médard.
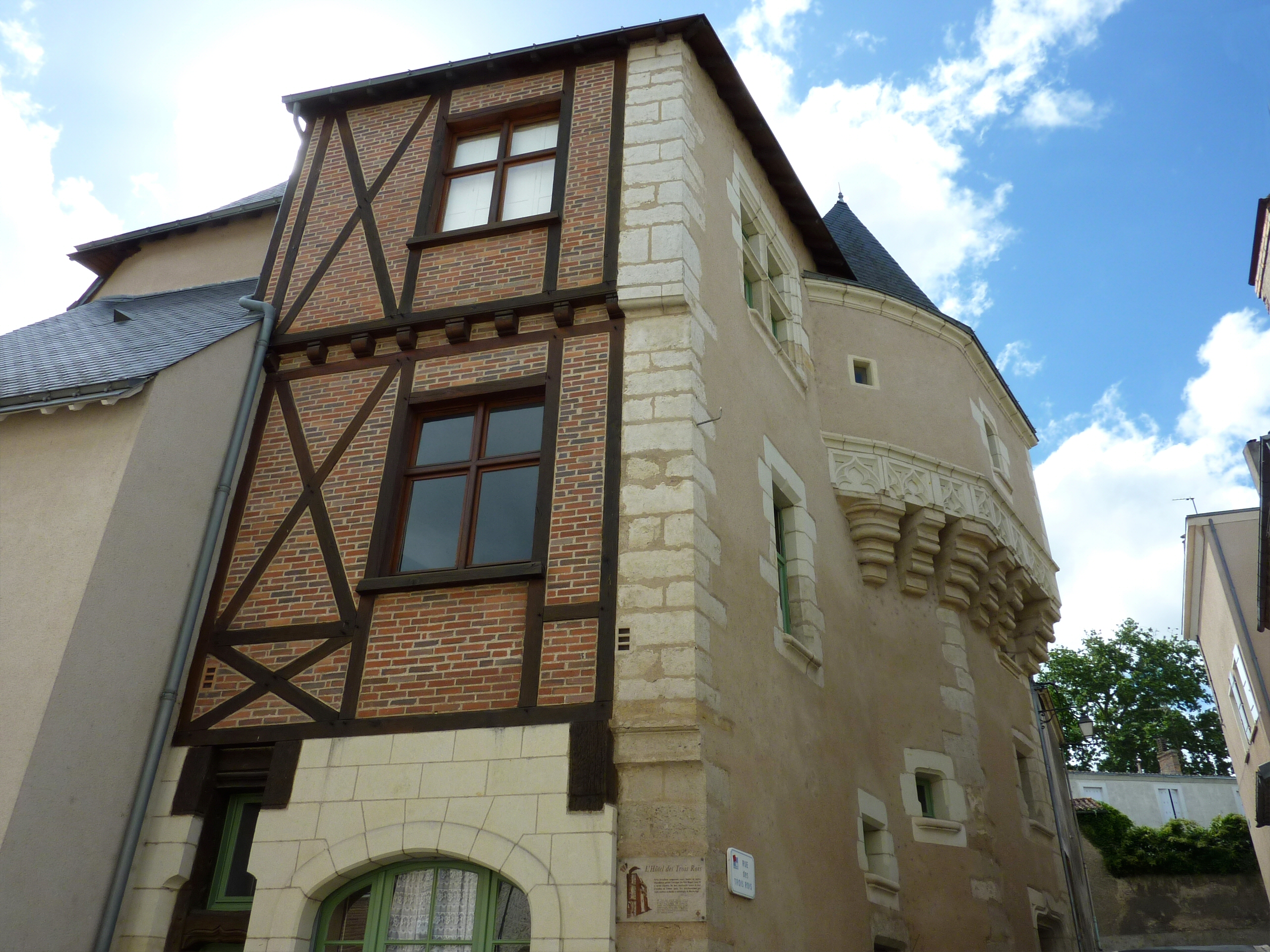
L'hôtel des Trois-Rois.

#### Patrimoine religieux
- L'église Saint-Laon, datant du XIIe siècle (origine en 1021[77]), qui renferme le tombeau de Marguerite d'Écosse, première épouse de Louis XI. Elle possède un clocher du XIIe siècle et des vitraux de l'atelier Lobin de Tours. L'édifice a été classé au titre des monuments historiques en 1988[78].
- L'église Saint-Médard, XVe siècle, de style roman, clocher à plan carré, portail à quatre archivoltes, vitraux de 1886[79] de l'atelier Lobin de Tours. L'édifice a été classé au titre des monuments historiques en 1909[80].

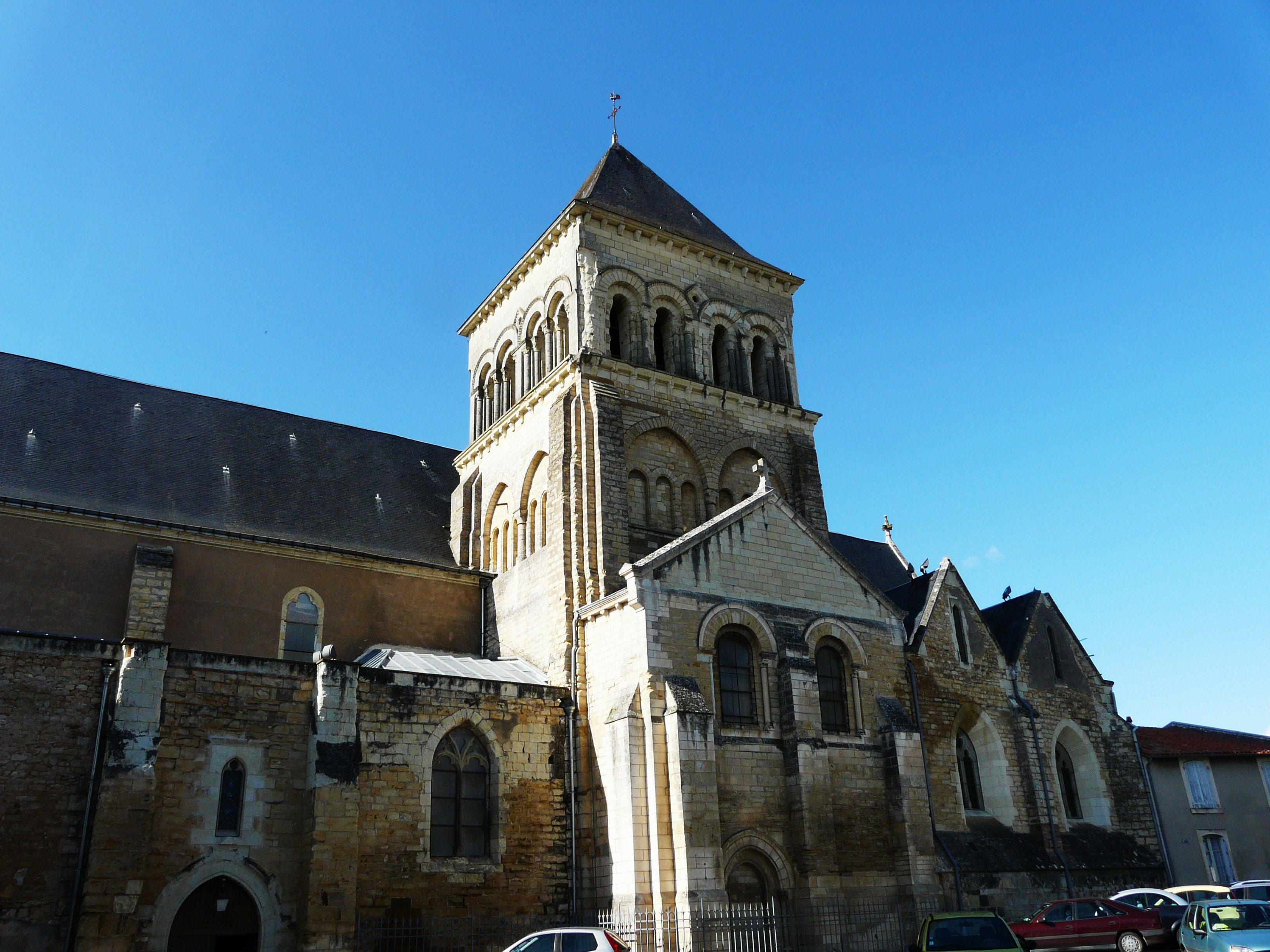
Église Saint-Laon.
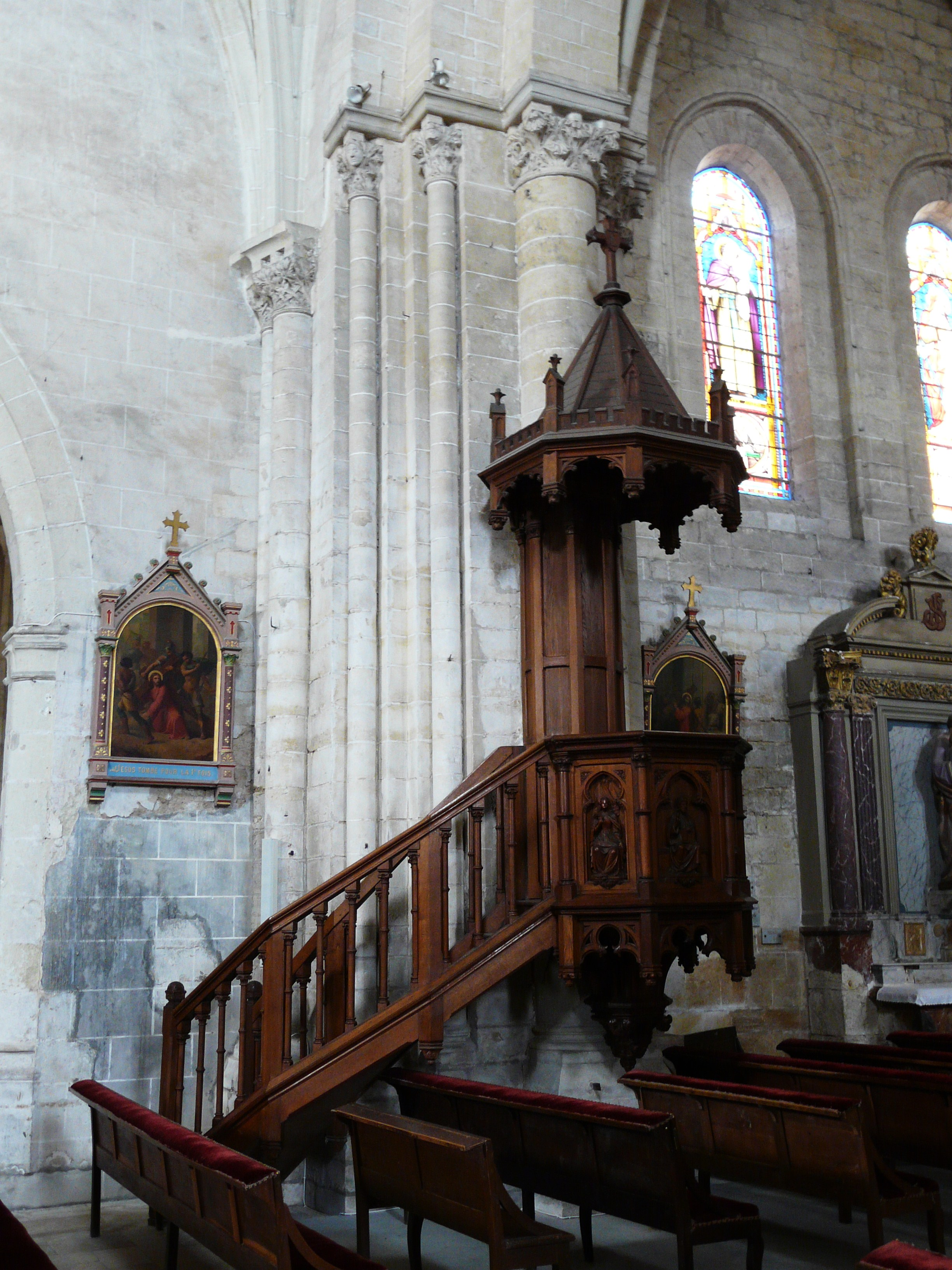
Chaire de l'église Saint-Laon.
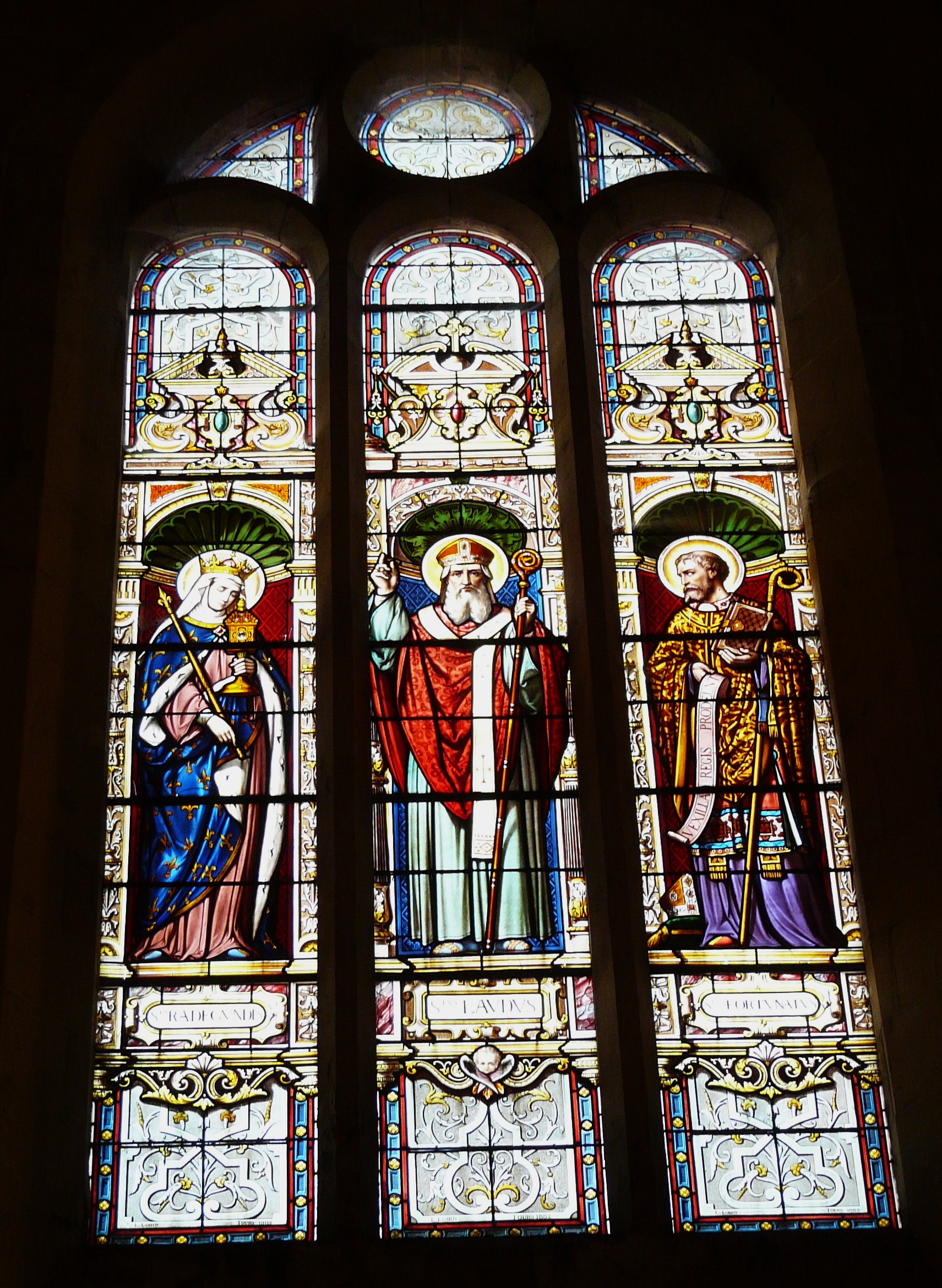
De gauche à droite, sainte Radegonde, saint Laon et saint Fortuné, vitrail de l'église Saint-Laon.
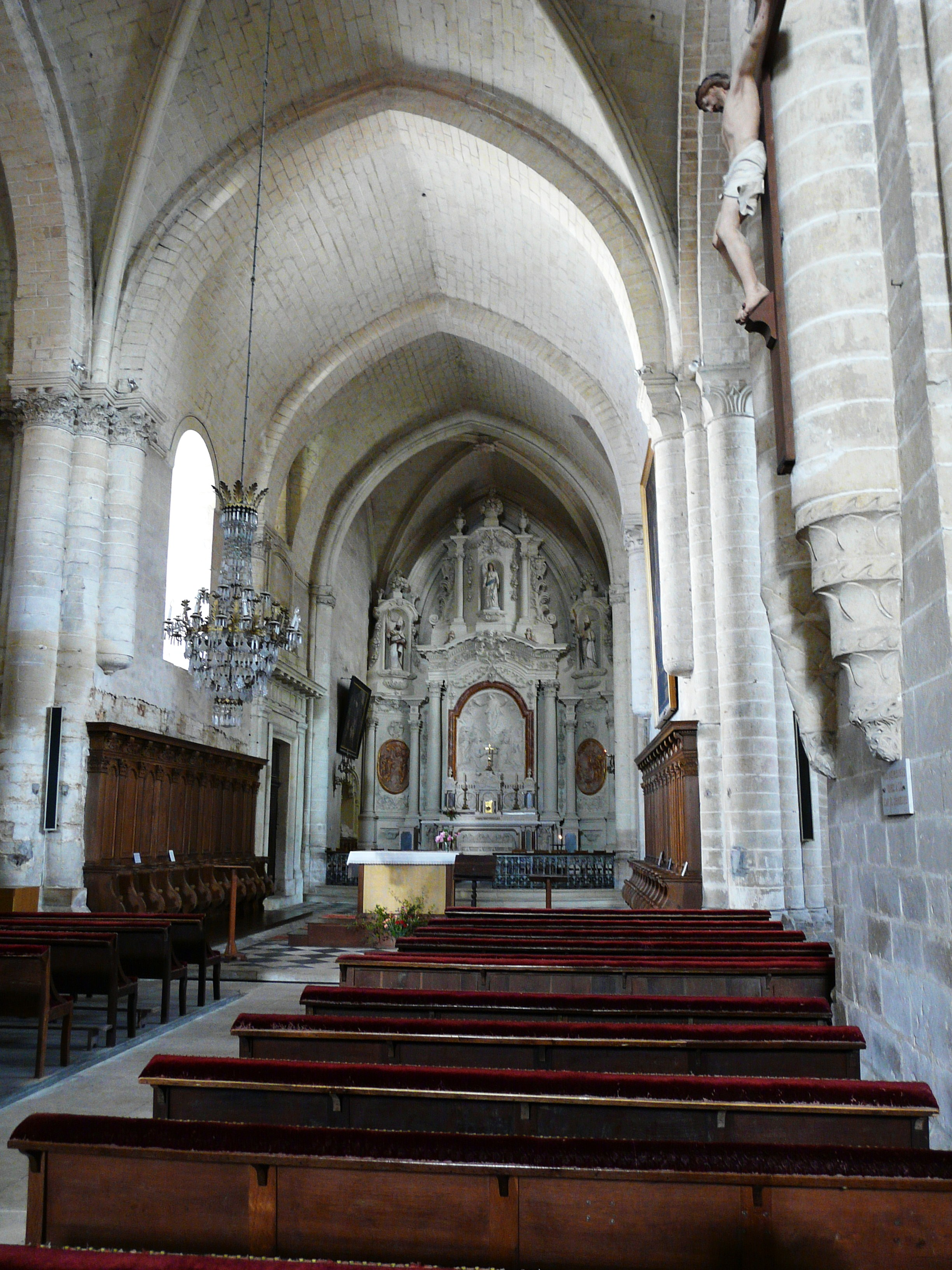
Nef et retable de l'église Saint-Laon.
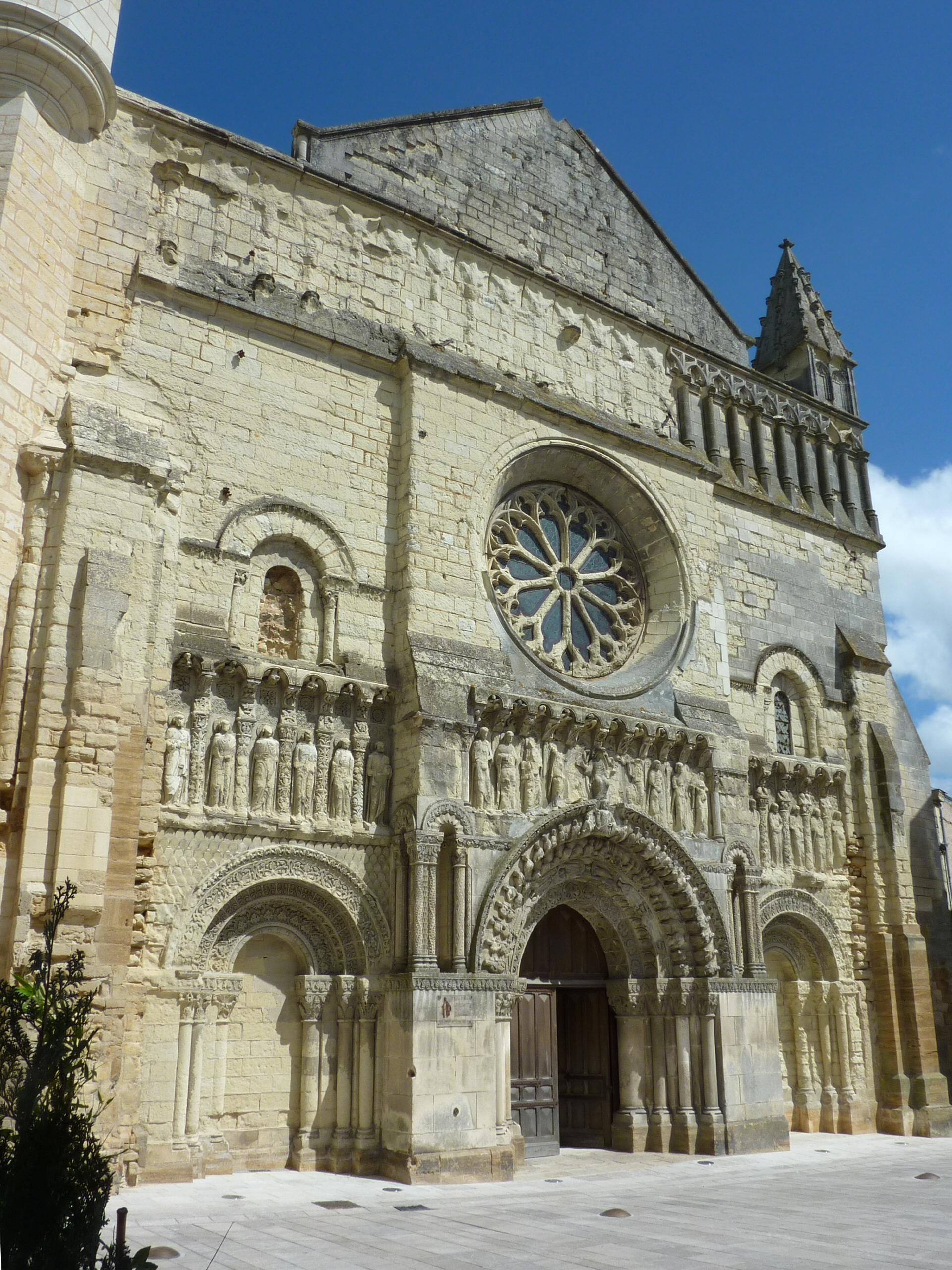
Façade de l'église Saint-Médard, chef-d'œuvre de l'art roman.
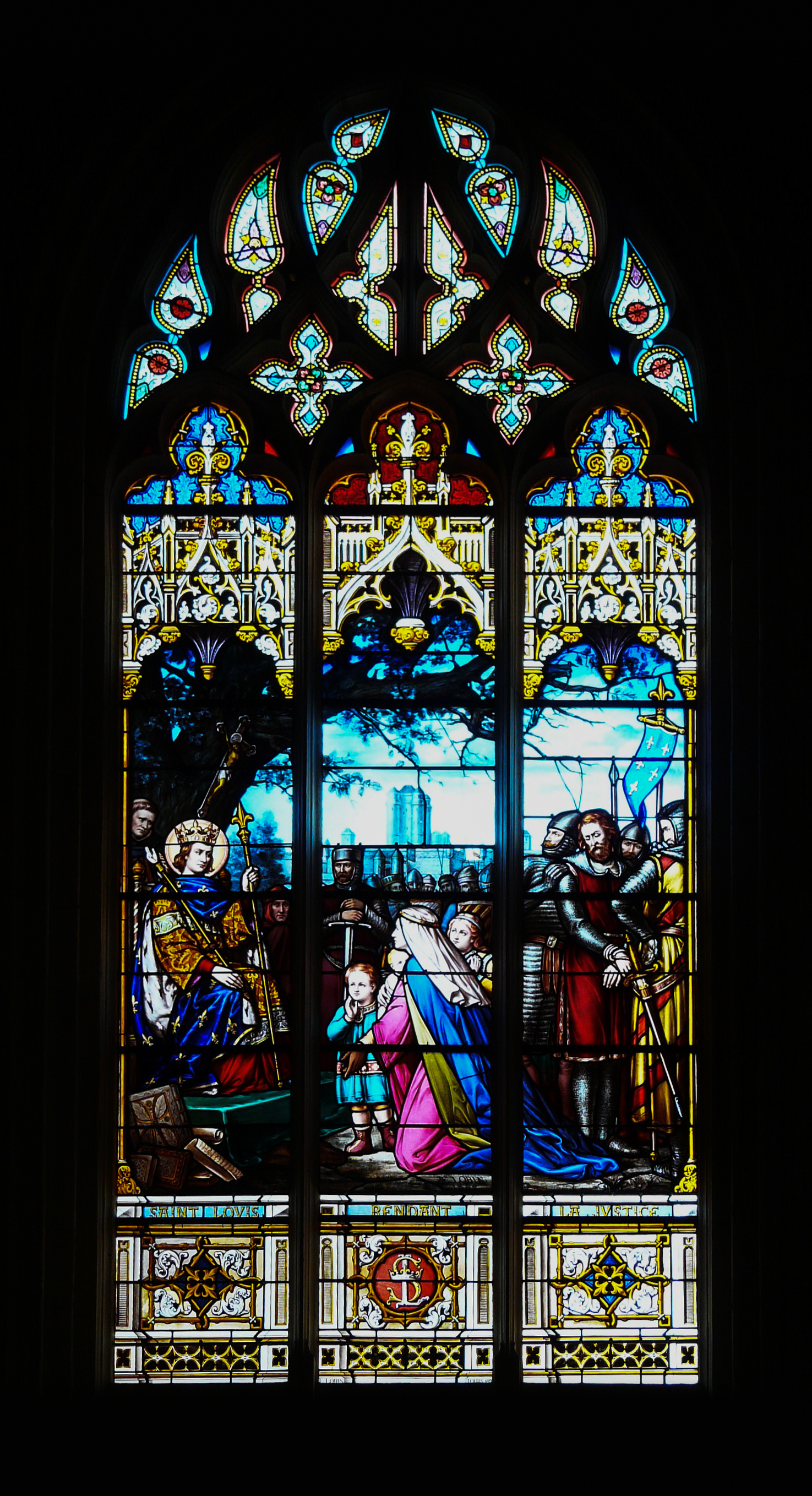
Saint Louis rendant la justice, vitrail de l'église Saint-Médard.
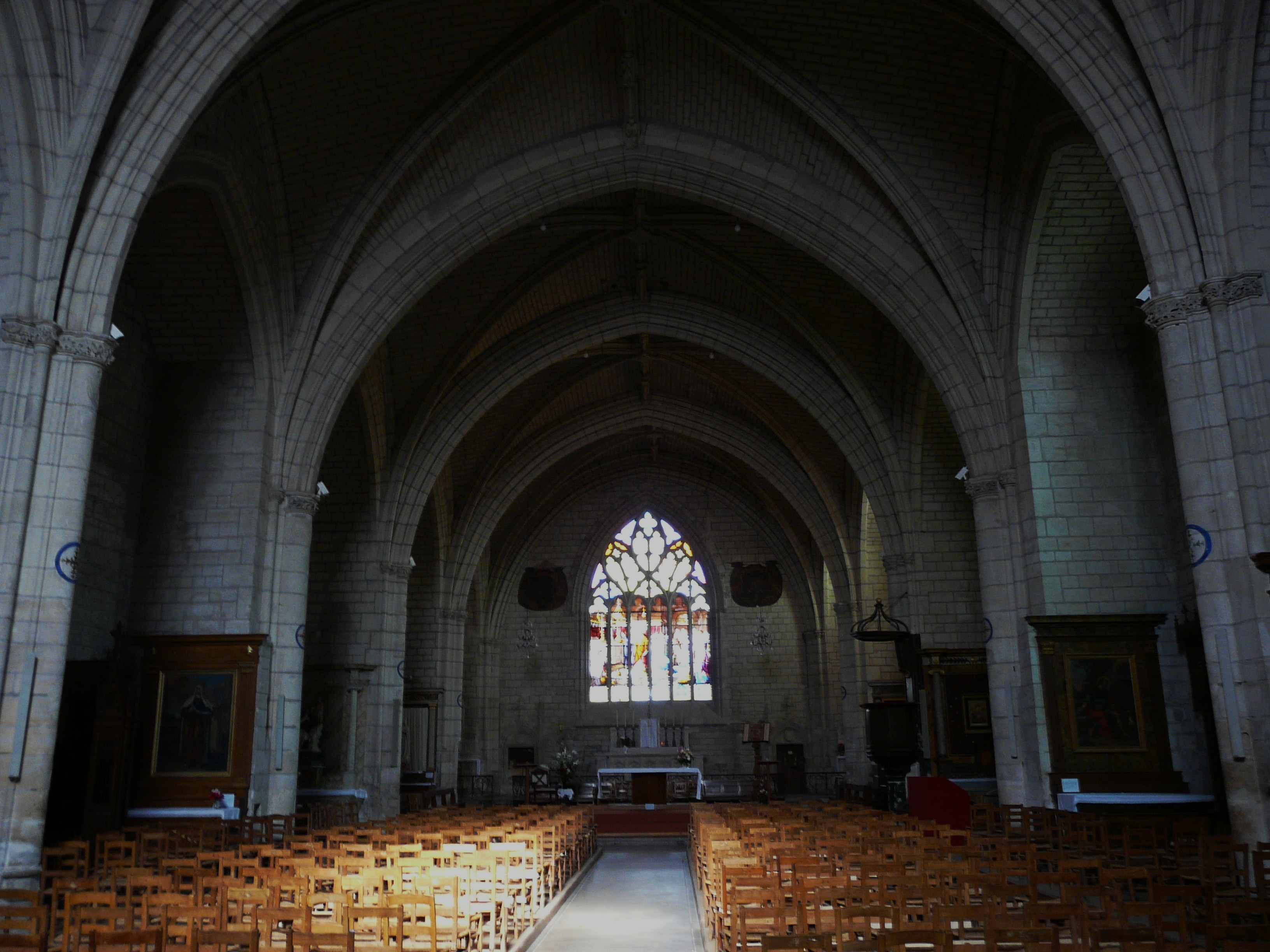
Nef de l'église Saint-Médard.

- La double chapelle du château des ducs de La Trémoille, fondée par Gabrielle de Bourbon (vers 1447-1516), princesse du sang, épouse de Louis II de la Trémoille (1460-1525) est conçue pour abriter dans la chapelle basse la paroisse Notre-Dame dont l'église est en ruine. Construite à partir de 1503, elle devient « chapelle de la Vraie-Croix » ou, par un abus de langage, « sainte chapelle » lorsqu'elle accueille le don fait par le cardinal cardinal de La Trémoille, frère du duc, d'un fragment de la Vraie Croix qu'il avait apportée de Rome en 1506[81] (volée en 1793 pendant la guerre de Vendée). La chapelle est érigée en collégiale sous le vocable Notre-Dame par le pape Léon X, en 1515[82]. Mêlant à la fois le gothique flamboyant dans la partie basse de l'édifice aux influences de la Renaissance italienne dans sa partie haute, elle est unique en France. La loggia au-dessus du porche d'entrée témoigne de ce nouveau style architectural qui finira par s'imposer dans tout le royaume. La chapelle haute de la collégiale abritait les sépultures de la famille de la Trémoille, mais les gisants n'ont pas survécu à la Révolution française.
L'édifice a été classé au titre des monuments historiques en 1840[83]. Il est doté de vitraux de Max Ingrand de 1957.
- La chapelle Jeanne-d'Arc construite en 1886 dans un style néo-gothique.
- L'église Notre-Dame du Cottage, construite en 1960, architecture sobre, orientée à l'ouest et dotée de vitraux de Van Guy[84].

#### Patrimoine environnemental
- Le parc Imbert, parc fleuri dominant la vallée du Thouet[85].
- De nombreux jardins privatifs ou ouvriers sont cultivés le long du Thouet.

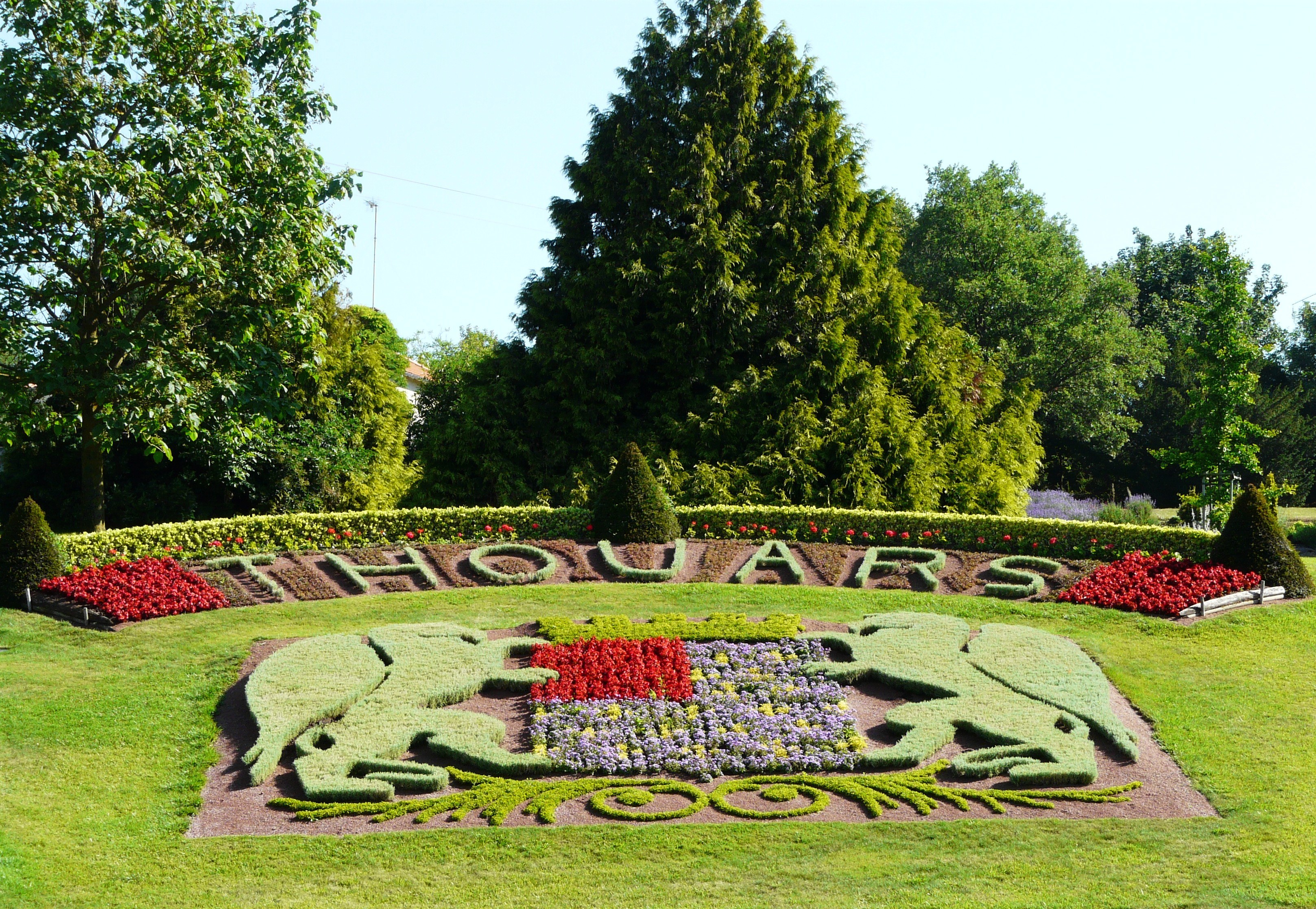
Les armoiries de la ville.
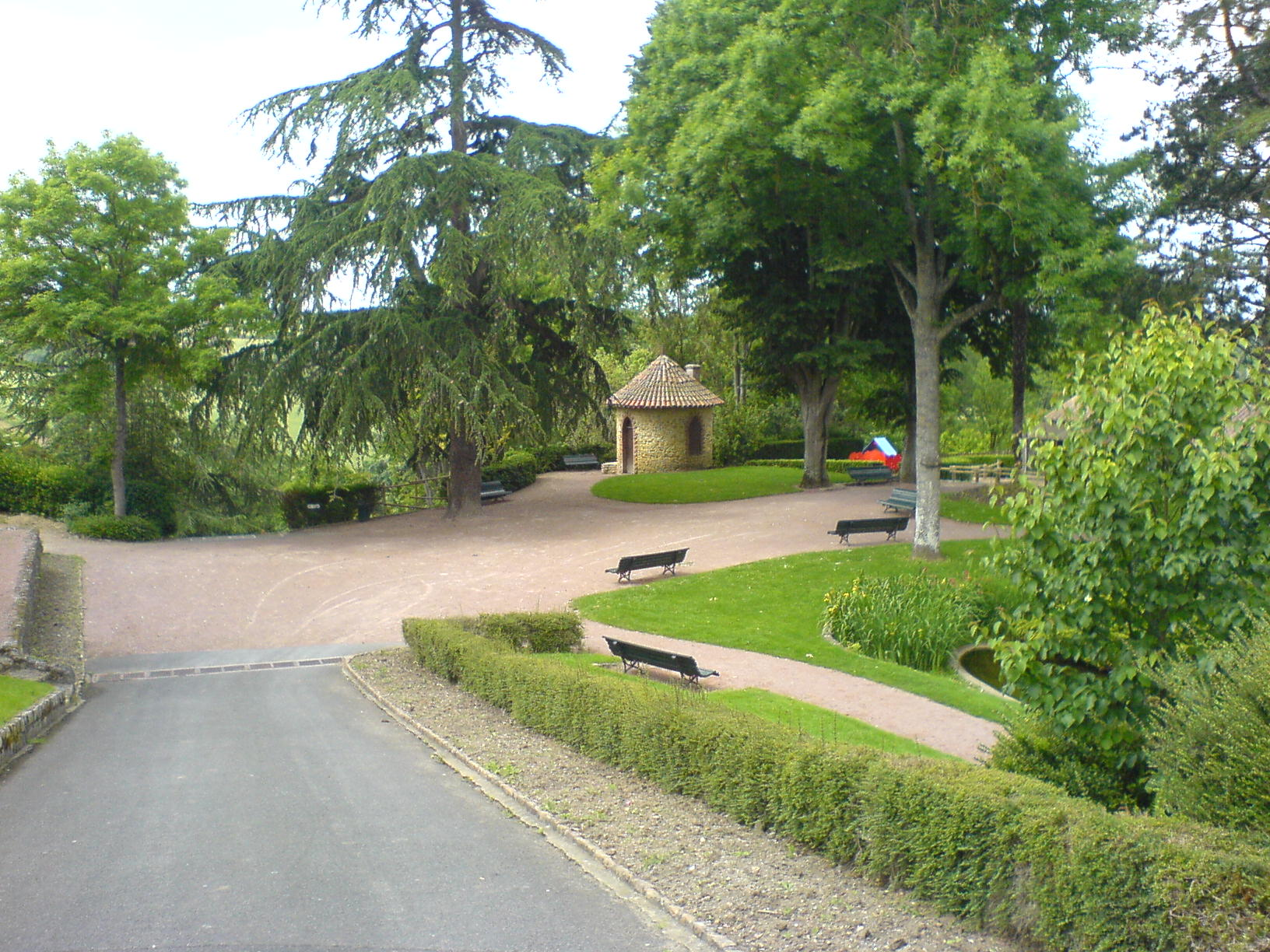
Le parc Imbert au printemps.
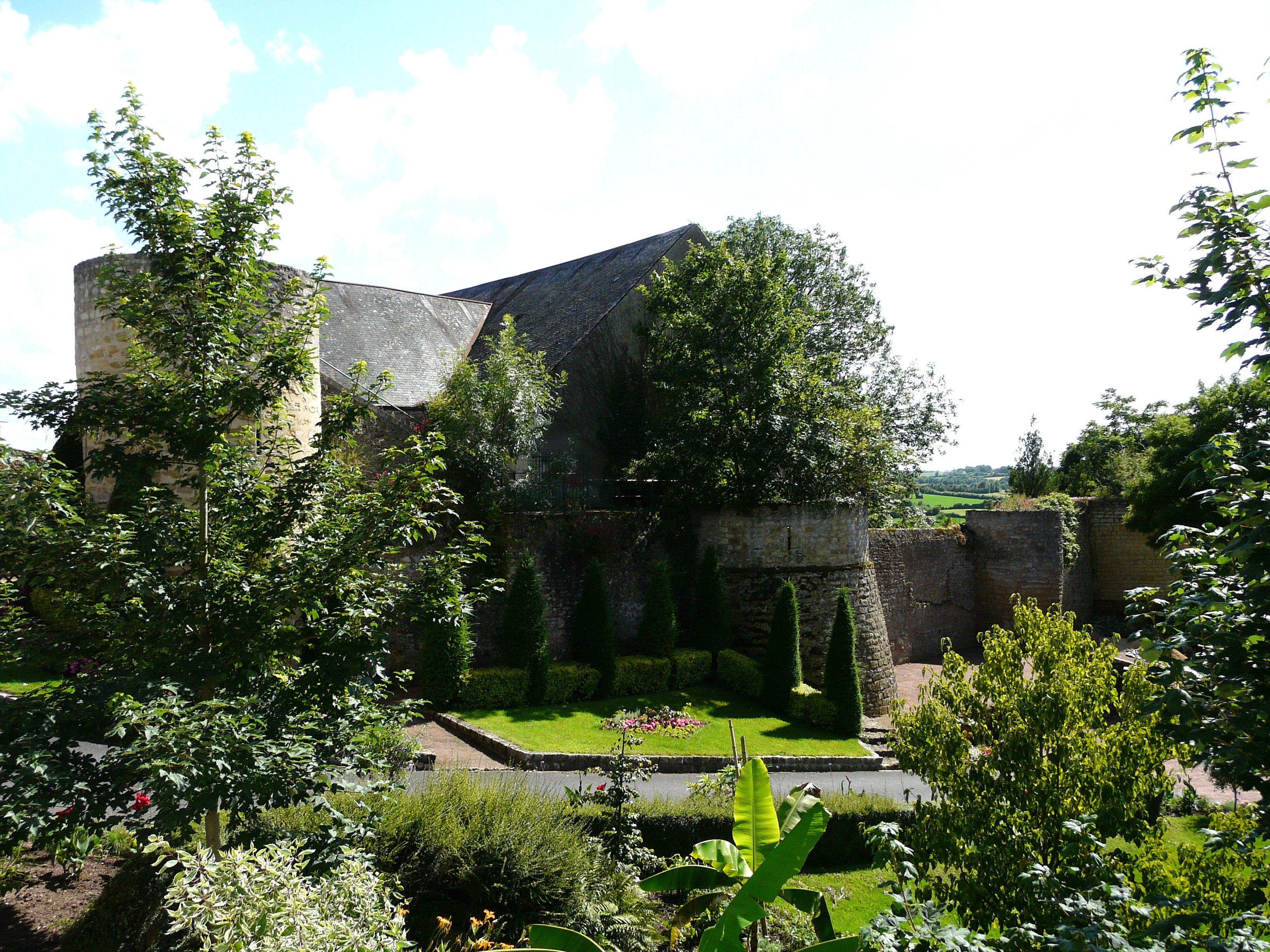
Les remparts du parc Imbert.
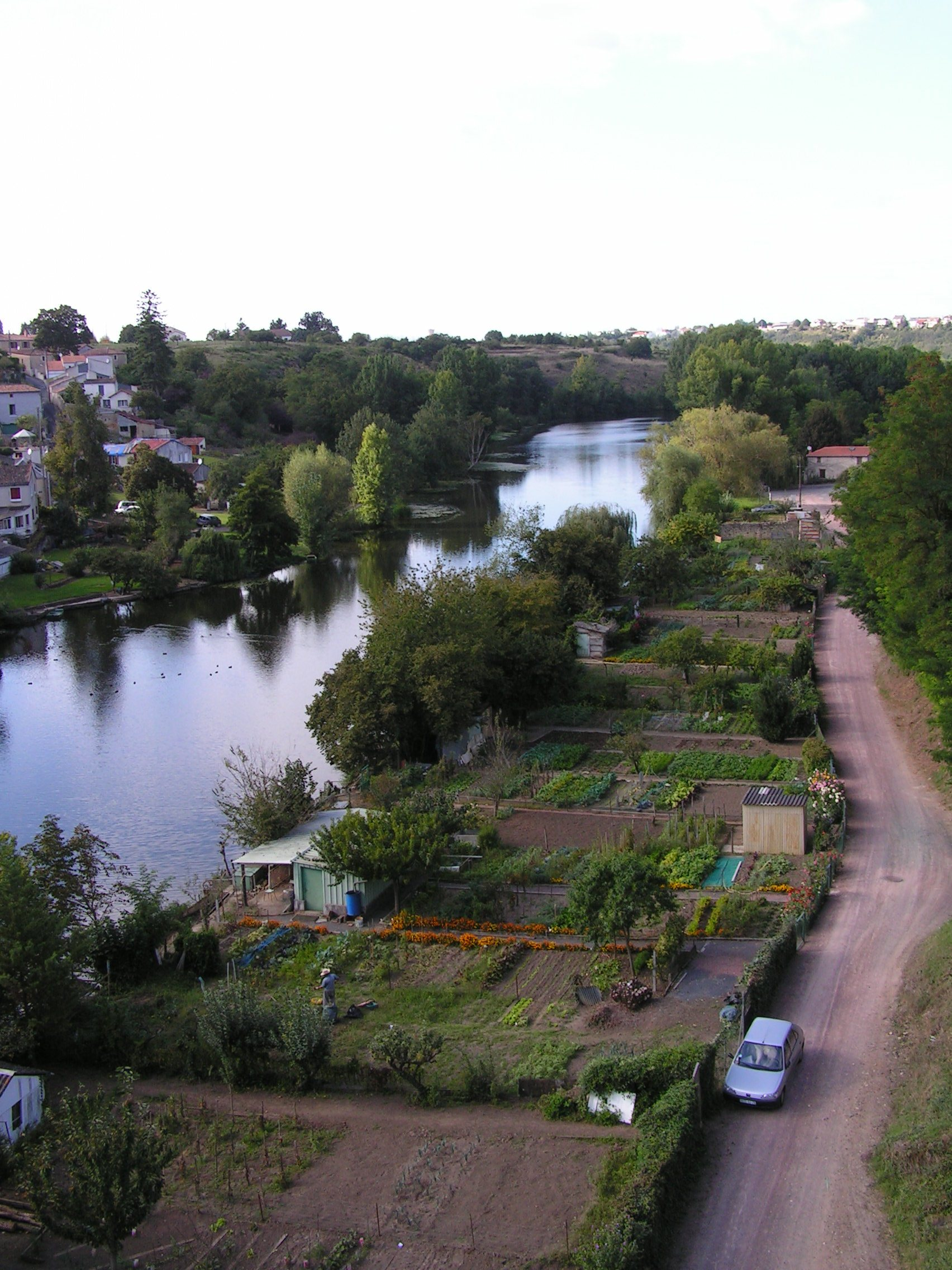
Les jardins au bord du Thouet.

### Patrimoine culinaire
L'apéritif Duhomard est originaire de Thouars.

### Thouars et le cinéma
Certaines scènes du film Pleure pas la bouche pleine sont tournées à Thouars, au Café des Arts,.
En juin 2018, Jean-Pierre Mocky tourne au collège Marie de la Tour d'Auvergne, dans l'enceinte du château, certaines scènes d'un téléfilm devant être diffusé sur France 2 : L'Ultime Solution, de la série Myster Mocky présente, avec Daniel Russo.
Le cinéma Le Kiosque, situé sur le square Franklin Roosevelt, ouvre ses portes le 29 septembre 2021, en remplacement du cinéma Le Familia.

### Personnalités liées à la commune
- Jean-Hugues Anglade (né en 1955), acteur né à Thouars ;
- Lucie Bertaud (née en 1985), boxeuse née à Thouars ;
- Charles Archaimbault (1921-2001), ethnologue né à Thouars ;
- Denis Avril (né en 1972), joueur de rugby à XV né à Thouars ;
- François Asselin (né en 1964), entrepreneur né à Thouars ;
- Gabrielle de Bourbon († 1516), aristocrate et auteure morte à Thouars ;
- Louis Jounault (1748-1816), homme politique né et mort à Thouars ;
- Vincent Jacques Bodin (1758-1832), homme politique, maire de Gournay, député des Deux-Sèvres au Conseil des Cinq-Cents, né à Thouars ;
- Jean Baptiste Breton (1769-1822) dit Berton, général d'Empire, établit en 1822 un gouvernement provisoire à Thouars ;
- Jean Dumont (1930-2021), homme politique, sénateur-maire né à Thouars ;
- Myriam El Khomri (née en 1978), ministre du Travail, de l'Emploi, de la Formation professionnelle et du Dialogue social du gouvernement Valls 2, a vécu à Thouars ;
- Élise Girard (née en 1976), réalisatrice née à Thouars ;
- Étienne Giroire, (né en 1954), navigateur franco-américain né à Thouars ;
- Charles Gomis (1941-2021), ancien ministre ivoirien et ambassadeur de Côte d'Ivoire en France, a étudié à Thouars ;
- Nicolas Goussé (né en 1976), ancien footballeur professionnel né à Thouars ;
- Stéphane Grégoire (né en 1968), footballeur né à Thouars ;
- Hugues Imbert (1822-1882), historien et homme politique thouarsais, mort à Thouars ;
- Philippe Katerine (né en 1968), chanteur et comédien né à Thouars[91] ;
- Thomas Lavault (né en 1999), joueur de rugby à XV[92], né à Thouars ;
- Jean-Clément Martin (né en 1948), historien français, né à Thouars ;
- Jacques Ménard (1914-1988), homme politique, maire de Thouars, sénateur, mort à Thouars ;
- Claude Pierrard (né en 1943), journaliste et animateur de télévision résidant de 2011 à 2015[93] ;
- Gérard Pierron (né en 1945), auteur-compositeur-interprète né à Thouars ;
- Godefroy Redon de Belleville (1748-1820), diplomate né à Thouars ;
- Roger Saget (1913-1963), comédien de la troupe des Branquignols né à Thouars ;
- Olivier Voutier (1796-1877), officier de marine né à Thouars ayant revendiqué la découverte de la Vénus de Milo.

### Labels
Dans son palmarès 2024, le Conseil national de villes et villages fleuris de France attribue quatre fleurs à la commune. Thouars possède en effet 65 hectares d'espaces verts et une équipe de 34 jardiniers, ainsi que deux associations qui œuvrent pour la valorisation de la ville : Terra Botanica et les jardins familiaux.
- Label « Villes et Pays d'art et d'histoire » depuis 2001.
- Label « Marchés de France ». Marchés le mardi matin et, plus important, le vendredi matin.
- Label « théâtre scène conventionnée » octroyé par le ministère de la Culture et de la Communication, le théâtre de Thouars, géré par l'association S'il vous plaît, est le seul des Deux-Sèvres à bénéficier de cette reconnaissance nationale. Avec une programmation variée, il accueille chaque saison plus de 20 000 spectateurs.
- Label « Musée de France » pour le musée Henri-Barré.

### Héraldique

#### Famille de Thouars
| Blason | Blasonnement : D'or semis de fleurs de lys d'azur, au franc-quartier de gueules Commentaires : Le blason de la famille de Thouars est issu des armes du vicomte de Thouars, Herbert II. |

#### Ville de Thouars
| Blason | Blasonnement : D'azur semé de fleurs de lys d'or, au franc-quartier de gueules. Commentaires : Lorsque la ville de Thouars adopta le blason, les couleurs furent inversées « d'azur au franc quartier de gueules, semé de fleurs de lys d'or », on ne sait pas exactement pourquoi. |

Anciennes armoiries de la Ville
Le blason porte les armes de la ville de Thouars avec un petit écusson d'azur semé de fleurs de lys d'or au franc quartier de gueule (angle supérieur gauche en rouge).
Le bleu et le rouge étaient les couleurs du drapeau de la France du XIIe au XVe siècle. Le bleu représentait la bannière de saint Martin de Tours et le rouge l'oriflamme de saint Denis. Elles rappellent que les Vicomtes de Thouars choisirent le parti du roi de France contre les prétentions du roi d'Angleterre, durant la guerre de Cent Ans.
Les armes de la ville sont portées par deux griffons d'or cabrés prenant appui sur un élément végétal. Ces animaux mythiques symbolisent la suprématie spirituelle (l'aigle) et la suprématie temporelle (le lion). L'élément végétal représente la suprématie matérielle.